# 俄羅斯入侵烏克蘭時間軸 (2024年1月)

俄羅斯入侵烏克蘭的具體時間為2022年2月24日隨後發布全面進攻（但是也有爭議認為2022年2月21日俄羅斯承認頓涅茨克人民共和國的獨立和盧甘斯克人民共和國的獨立並派遣*維和部隊*進駐該區域） 截止目前俄烏衝突尚未結束俄羅斯入侵烏克蘭的動態地圖（參見可交互的俄烏戰爭詳細地圖）

本條目主要列出俄羅斯入侵烏克蘭在2024年1月的過程。

## 1月1日
烏克蘭空軍表示，午夜至凌晨期間，俄羅斯從庫爾斯克州、克拉斯諾達爾邊疆區和俄佔克里米亞向烏克蘭發射90架無人機及4枚S-300導彈，主要針對哈爾科夫州、赫爾松州、敖德薩州和扎波羅熱州等地。截至早上7點，防空部隊擊落87架無人機。另外，烏克蘭空軍表示，下午起俄羅斯向烏克蘭發射10架無人機和1枚Kh-59導彈，其中防空部隊擊落9架無人機和1枚導彈。敖德薩州政府官員表示，無人機殘骸擊中敖德薩市内建築，導致至少1人死亡，7人受傷。赫梅利尼茨基州軍事管理局表示，俄羅斯對當地發動大規模無人機襲擊，防空部隊擊落6架俄羅斯無人機，至少造成1名兒童受傷。赫爾松地區軍事管理局表示，俄羅斯軍隊炮擊赫爾松附近的韋萊滕斯克，至少造成1名平民死亡，4名平民受傷。哈爾科夫地區軍事管理局和地區檢察官辦公室表示，俄羅斯軍隊使用大炮和火箭炮轟哈爾科夫州庫皮揚斯克，至少造成1名平民死亡。蘇梅州軍事管理局和地區警方表示，俄羅斯使用無人機襲擊了蘇梅州一棟住宅樓，至少造成2名平民死亡，1名平民受傷。頓涅茨克州軍事管理局表示，俄羅斯對頓涅茨克州皮夫登內發動炮擊，至少造成1名平民死亡。烏克蘭東部空軍司令部表示，防空部隊在第聶伯羅彼得羅夫斯克州上空擊落1枚俄羅斯Kh-59導彈。利沃夫市市長表示，利沃夫一座紀念罗曼·舒赫维奇的博物館以及斯捷潘·班德拉曾就读的利沃夫国立农业大学的教学楼遭到俄羅斯無人機攻擊。
烏克蘭武裝部隊總參謀部表示，自全面入侵以來，俄羅斯在烏克蘭損失360,010名士兵，過去一天俄羅斯部隊有780人傷亡，累計損失5,983輛坦克、11,087輛裝甲戰車、11,330輛汽車和油箱、8,482個火炮系統、943個多管火箭發射系統、625個防空系統、329架飛機、324架直升機、6,657架無人機、23艘船隻和1艘潛艇。
俄佔顿涅茨克当局表示，頓涅茨克遭到乌克兰炮击，造成4人死亡，13人受伤。
俄羅斯總統普京視察軍方醫院時表示，在邊境城市別爾哥羅德受襲後，莫斯科將會加強打擊烏克蘭的軍事設施，並形容烏克蘭希望透過襲擊嚇唬俄羅斯和製造不確定性。普京亦聲稱，俄羅斯避免襲擊平民，並指責基輔以平民為目標，又指出西方正利用烏克蘭來解決與俄羅斯的問題，但相信戰略主動權在俄羅斯一邊，戰場形勢正發生變化，烏克蘭的軍事裝備正在耗盡，俄羅斯生產的軍事裝備就會增加，形容烏克蘭正在洩氣。

## 1月2日
烏克蘭空軍表示，凌晨期間，俄羅斯向烏克蘭發射35架無人機及4枚S-300導彈。約早上6時起，再發射至少70枚Kh-101/Kh-555/Kh-55導彈、10枚匕首導彈、3枚3M-54導彈、12枚S-300/S-400/伊斯坎德爾導彈及4枚Kh-31P導彈，共發射99枚導彈，主要針對基輔及哈爾科夫。截至早上11點，防空部隊擊落35架無人機、10枚匕首導彈、59枚Kh-101/Kh-555/Kh-55導彈及3枚口徑導彈，共擊落72枚導彈。烏克蘭國家緊急服務局表示，截至下午5點，俄羅斯對烏克蘭的大規模襲擊，至少造成5名平民死亡，127名平民受傷，當中包括多名兒童。基輔市長表示，在本輪俄羅斯導彈襲擊中，一棟多層住宅樓遭擊中，至少造成3名平民死亡，50名平民受傷。市内亦有25萬戶停電。哈爾科夫市長表示，導彈擊中多個住宅，造成至少3名平民死亡，62名平民受傷，其中包括6名兒童。扎波羅熱州州長表示，俄羅斯對扎波羅熱州奥里希夫一棟住宅樓發動空襲，至少造成1名平民受傷。頓涅茨克州州長表示，俄羅斯對頓涅茨克州查西夫亞爾和克拉斯諾霍裡夫卡發動炮擊，共至少造成2名平民死亡，1名平民受傷。波蘭空軍出動F-16戰鬥機保護領空。
烏克蘭武裝部隊總參謀部表示，自全面入侵以來，俄羅斯在烏克蘭損失360,820名士兵，過去一天俄羅斯部隊有810人傷亡，累計損失5,990輛坦克、11,100輛裝甲戰車、11,365輛汽車和油箱、8,531個火炮系統、945個多管火箭發射系統、626個防空系統和6,710架無人機等。烏克蘭武裝部隊總司令扎盧日內表示，烏克蘭在2日的大規模襲擊中，成功使用愛國者防空系統擊落俄羅斯發射的10枚匕首高超音速飛彈，打破以往紀錄。烏克蘭國家安全局表示，在大規模襲擊後，拆除基輔市2台線上監控攝像頭，懷疑被俄羅斯駭客入侵，導致俄羅斯特種部門能用於監視烏克蘭軍隊，記錄防空系統運作以及關鍵基礎設施的位置。
烏克蘭總統澤連斯基與英國首相辛偉誠通電話，提及俄羅斯在過去五天內，至少使用500枚導彈及無人機襲擊烏克蘭，並討論如何增強烏克蘭的防空能力。
俄羅斯國防部和別爾哥羅德州州長表示，烏克蘭對別爾哥羅德發動飛彈襲擊，防空部隊聲稱擊落了17枚由多管火箭炮發射的飛彈，飛彈分別擊中汽車和汽車交易市場等，合共至少造成1人死亡，7人受傷。
俄羅斯國營新聞網站RIA Novosti援引俄羅斯國防部消息報道，上午9點左右，1架俄羅斯飛機在鄰近烏克蘭邊境的俄羅斯沃羅涅日州彼得羅巴甫洛夫卡上空「緊急釋放一個軍事武器」，導致至少7間房屋受損，沒有傷亡報告。
俄羅斯獨立媒體Mediazona與BBC新聞俄語根據公共來源，包括訃告、親屬、地區媒體和地方當局的報道，證實自2022年2月俄羅斯全面入侵烏克蘭以來，喪生的40,599名俄羅斯士兵名字，並明確表示，實際數字可能更高。
土耳其總統通訊辦公室表示，根據《蒙特勒公約》，來自非交戰國的軍艦在戰時允許通過伊斯坦堡海峡和達達尼爾海峽，但只要爆發戰爭，土耳其政府認為有捲入衝突的風險，有權禁止軍艦通過伊斯坦堡海峽和達達尼爾海峽，就此，辦公室表示，英國捐贈給烏克蘭的掃雷船將不允許透過兩個海峽進入黑海。
立陶宛總統瑙塞達和拉脫維亞總統林克維奇斯在俄羅斯對烏克蘭進行大規模導彈襲擊後，分別在社交網站上，呼籲為烏克蘭提供更多防空系統。瑙塞達表示，烏克蘭人用西方提供的防空能力創造奇蹟，但他們需要更多。林克維奇斯則表示，新年慶祝活動已經結束，西方必須認真起來，現在就採取行動，又指出俄羅斯對基輔又一起殘酷的空襲，無辜平民再次成為俄羅斯恐怖主義的受害者。
非牟利智庫「戰爭研究所」表示，俄羅斯總統普京近期就俄羅斯入侵烏克蘭的描述轉為放軟，目的旨在說服西方國家在未來與俄羅斯的談判中說服烏克蘭。
美國商業雜誌《福布斯》報道，俄羅斯軍隊在2日向烏克蘭發射至少100枚各種型別導彈和35架伊朗製無人機，價值近6.2億美元。

## 1月3日
烏克蘭頓涅茨克州州長表示，俄羅斯對頓涅茨克州阿夫迪夫卡發動導彈襲擊，至少造成1名平民死亡，1名平民受傷。另外，頓涅茨克州檢察官辦公室表示，俄羅斯軍隊向希爾尼克鎮發射大炮，至少造成1名16歲男孩受傷。赫爾松州州長表示，俄羅斯軍隊分別襲擊新季亞金卡和薩多夫，共至少造成2名平民死亡。尼古拉耶夫州州長表示，俄羅斯發射S-300導彈攻擊尼古拉耶夫州斯尼胡裡夫卡，至少造成5名平民受傷，其中包括一名15歲女童。蘇梅州政府表示，俄羅斯軍隊使用手榴彈和大炮襲擊蘇梅州大皮薩里夫卡，至少造成1名平民受傷。哈爾科夫州州長表示，俄羅斯軍隊晚上使用兩枚S-300導彈襲擊哈爾科夫市中心的民用基礎設施，沒有傷亡報告。
烏克蘭武裝部隊總參謀部表示，自全面入侵以來，俄羅斯在烏克蘭損失361,500名士兵，過去一天俄羅斯部隊有680人傷亡，累計損失5,990輛坦克、11,107輛裝甲戰車、11,391輛汽車和油箱、8,546個火炮系統、945個多管火箭發射系統、629個防空系統和6,748架無人機等。
俄羅斯別爾哥羅德州州長表示，防空部隊在別爾哥羅德州上空擊落多個目標。乌克兰向别尔哥罗德发射了十二枚导弹和數架无人机。俄罗斯任命的塞瓦斯托波尔負責人声称有一枚导弹被击落。
英國國防部表示，最近俄羅斯對烏克蘭的遠端打擊由能源基礎設施，改為主要針對國防工業目標，與去年的襲擊形成鮮明對比，表明俄羅斯認識到相對國防工業能力的重要性，以迎接一場旷日持久的戰爭。
俄烏雙方在阿拉伯聯合大公國的協調下，舉行自俄羅斯全面入侵烏克蘭以來，最大規模的戰俘交換，亦是自2023年8月以來首次戰俘交換。烏克蘭戰俘待遇協調總部表示，230名烏克蘭戰俘獲得釋放，包括烏克蘭武裝部隊、領土防衛部隊、國民警衛隊、邊防警衛隊成員和1名警察以及6名平民，當中部分人曾參與蛇島和馬里烏波爾保衞戰。俄羅斯國防部則表示，根據阿聯酋提出的協議，248名俄羅斯軍人已獲釋。
烏克蘭總理什米加爾表示，烏克蘭2024年的主要目標之一，是將國防工業生產能力增加六倍，並為未來一年的戰爭做準備，政府打算花費超過196.9億美元支付軍事人員費用，超過69.6億美元用於購買、生產和維修武器。
俄羅斯國有傳媒《工商日報》報道，俄羅斯葉卡捷琳堡內政部前部長伊戈爾·特里福諾夫在2022年因賄賂和武器指控被判處九年四個月監禁，在2023年底與俄羅斯國防部簽署合約，以加入俄軍，並參與在烏作戰，換取日後的刑期減免，但在到達前線後不久就被殺。
烏克蘭國家安全局表示，1名曾任職工業和能源部門的前烏克蘭官員，涉嫌與俄羅斯情報部門合作，犯叛國和煽動民族仇恨罪被拘留。烏克蘭基輔一家地區法院宣判，俄佔頓涅茨克的伊佐利亞齊亞監獄的前獄長丹尼斯·庫利科夫斯基，因恐怖主義、殘忍對待囚犯和參與非法武裝編隊監禁15年，並沒收財產。伊佐利亞齊亞監獄是俄佔當局用於非法監禁和折磨烏克蘭戰俘、人權活動家、記者和其他平民的主要場所。
烏克蘭軍事情報局表示，僱傭兵公司「伊斯帕尼奧拉」聲稱正為俄羅斯執政統一俄羅斯黨的「私人軍隊」招募成員，該僱傭兵公司由足球極端分子、激進分子和新納粹主義同情者組成，亦從俄羅斯較貧窮的地區和俄佔地區招募成員，後者主要被用作炮灰。
波蘭外交部長拉多斯瓦夫·西科爾斯基呼籲向烏克蘭提供遠端導彈，並對俄羅斯實施更嚴格的制裁，以應對最近對烏克蘭城市的大規模襲擊。
挪威國防部長表示，挪威將向丹麥派遣2架F-16戰鬥機，作為烏克蘭飛行員訓練任務的一部分，協助訓練烏克蘭飛行員。
國際原子能組織表示，過去的兩週，組織專家均被拒絕進入俄佔扎波羅熱核電站1號、2號和6號機組的反應堆大廳，3、4和6號機組的渦輪機大廳和反應堆屋頂，6個反應堆中有5個仍然處於冷關閉狀態，而4號反應堆則處於熱關閉狀態，保持在高溫狀態，違反反應堆在烏控期間的運作方式。
歐盟宣佈對俄罗斯国营钻石矿业公司埃罗莎及其执行长實施制裁。

## 1月4日
烏克蘭當局表示，截至04日上午9時，俄羅斯在過去24小時內，一共襲擊10個州，包括第聶伯羅彼得羅夫斯克州、哈爾科夫州、盧甘斯克州、扎波羅熱州、蘇梅州、切爾尼戈夫州、赫梅利尼茨基州、尼古拉耶夫州、赫爾松州和頓涅茨克州，至少造成3名平民死亡，9名平民受傷。烏克蘭基洛夫格勒州州長表示，俄羅斯對基洛夫格勒州克洛佩夫尼茨基的一家工業設施發動導彈襲擊，至少造成1名平民死亡，8名平民受傷。烏克蘭第聶伯羅彼得羅夫斯克州州長表示，俄羅斯對尼科波爾發動炮擊，至少造成2名平民受傷。烏克蘭赫爾松州政府表示，俄羅斯軍隊分别襲擊新季亞金卡、新別里斯拉夫和斯坦尼斯拉夫，共至少造成1名平民死亡，4名平民受傷。烏克蘭頓涅茨克州檢察官辦公室表示，俄羅斯軍方分別襲擊卡捷列尼夫卡、克拉斯諾霍裡夫卡和阿夫迪夫卡，共至少造成2名平民死亡，2名平民受傷。
烏克蘭武裝部隊總參謀部表示，自全面入侵以來，俄羅斯在烏克蘭損失362,280名士兵，過去一天俄羅斯部隊有780人傷亡，累計損失6,002輛坦克、11,128輛裝甲戰車、11,423輛汽車和油箱、8,574個火炮系統、947個多管火箭發射系統、630個防空系統和6,753架無人機等。烏克蘭軍事情報局戰俘部門發言人表示，截至2023年12月，已有220多名俄羅斯士兵透過「我想活下去」熱線向烏克蘭投降，仍有約1千份投降請求正在等待處理。烏克蘭軍隊塔夫里亞作戰戰略小組負責人表示，俄羅斯在過去的一天，對烏克蘭東南部軍隊的襲擊數量增加一倍，對烏克蘭陣地發動近900次炮擊，25次空襲和數十次襲擊，從中俄羅斯遭受重大損失，包括423名士兵和72件軍事裝備。
烏克蘭武裝部隊戰略通訊局表示，烏克蘭軍隊在下午3點左右襲擊俄佔克里米亞塞瓦斯托波爾附近的一個俄羅斯軍事指揮所。烏克蘭傳媒Suspilne援引克里米亞居民消息報道，下午在塞瓦斯托波爾和葉夫帕託里亞附近聽到多起非常強大的爆炸聲。俄羅斯國防部表示，部隊在克里米亞上空擊落10枚烏克蘭導彈。俄佔塞瓦斯托波爾官員表示，是次襲擊是「近期最大的一次」。俄羅斯國防部在晚上再次表示，部隊在克里米亞半島上空擊落36架烏克蘭無人機，並在俄羅斯克拉斯諾達爾地區新羅西斯克擊落1架。俄佔塞瓦斯托波爾官員亦在晚上表示，部分導彈殘骸墜落塞瓦斯托波爾附近一個村莊，導致村莊起火，包括15名兒童在內，近100人需要疏散。
俄羅斯別爾哥羅德州州長表示，防空部隊在別爾哥羅德州上空擊落了多個目標，至少造成兩人受傷。
俄羅斯總統普京簽署法令，允許加入俄羅斯武裝部隊的外國公民申請俄羅斯公民身份，俄羅斯正尋求吸引外國公民為俄羅斯在烏克蘭作戰，試圖壓制國內反動員情緒。另外，普京亦簽署另一項法令，將便利向被驅逐的烏克蘭兒童授予俄羅斯公民身份，法令規定，烏克蘭孤兒和失去父母照顧的兒童可以由總統決定下，獲得俄羅斯公民身份，而無需經由聯邦立法的全部或部分規定。
烏克蘭傳媒《真理報》引述情報消息報道，俄羅斯中南部車里雅賓斯克附近的沙戈爾空軍基地1架俄羅斯Su-34戰鬥轟炸機被點燃，懷疑是烏克蘭軍事情報局合作者所為。
烏克蘭內政部長表示，烏克蘭國家警察已經就逃避動員啟動9千起刑事訴訟，其中2600人已啟動法庭訴訟。烏克蘭國家安全局表示，與摩爾多瓦安全部門一同徵破跨國集團偷渡計劃，幫助合乎應徵年齡的烏克蘭人逃往由親俄武裝分子控制的摩爾多瓦分離地區德涅斯特河左岸。
烏克蘭國家安全局網路安全主管表示，早前遭到俄羅斯駭客滲透和攻擊的烏克蘭最大電信運營商「基輔之星」約2400萬用戶的服務，從1，月12日起被徹底癱瘓，中斷數天，造成災難性破壞，俄羅斯政府透過入侵造成心理打擊並收集情報，有關系統在國安局的協助下已經恢復，並擊退新網路攻擊。乌克兰国家预防腐败局宣佈將立陶宛食品制造公司Viciunai列入国际战争支持者名单。
烏克蘭國家抵抗中心表示，烏克蘭南部的俄佔地區當局計劃從今年3月開始強迫所有17歲的青少年在俄羅斯控制的軍事招募辦公室登記，形容舉動是俄羅斯在俄佔地區進行大規模動員活動準備工作的一部分。
比利時國防部表示，比利時將於3月至9月向丹麥派遣2架F-16戰鬥機和50名訓練人員，以支援烏克蘭飛行員的培訓。德國政府宣佈，將在最近向烏克蘭交付Skynex防空系統、10輛貂鼠式步兵戰鬥車、豹式坦克彈藥和其他援助物資。
美国官员表示許多俄罗斯射向乌克兰的弹道导弹都是由朝鲜提供的。美國《華爾街日報》援引美國官員消息報道，俄羅斯還計劃從伊朗購買短程彈道導彈。

## 1月5日
烏克蘭空軍表示，凌晨期間，俄羅斯從克拉斯諾達爾邊疆區和俄佔克里米亞向烏克蘭發射29架無人機及4枚S-300導彈，主要針對梅科萊夫、赫爾松、第聶伯羅彼得羅夫斯克、切爾卡瑟、基洛夫格勒和赫梅利尼茨基等州，截至早上11點，其中21架無人機被擊落，大部分歸功於機動火力部隊。 赫爾松州州長表示，俄羅斯對因胡萊茨一家農業企業發動導彈襲擊，至少造成1名平民死亡，1名平民受傷。
烏克蘭武裝部隊總參謀部表示，自全面入侵以來，俄羅斯在烏克蘭損失363,070名士兵，過去一天俄羅斯部隊有790人傷亡，累計損失6,011輛坦克、11,142輛裝甲戰車、11,463輛汽車和油箱、8,604個火炮系統、949個多管火箭發射系統、631個防空系統和6,771架無人機等。烏克蘭軍事情報局表示，部隊對俄羅斯別爾哥羅德州的陣地進行跨境襲擊，俄罗斯的一个排因此出現伤亡。烏克蘭武裝部隊戰略通訊局表示，烏克蘭軍隊於4日襲擊俄佔克里米亞裏五一村附近的俄羅斯彈藥庫。烏克蘭國家抵抗中心表示，「阿泰什」游擊隊成員證實，烏克蘭軍隊在4日襲擊被俄佔克里米亞的俄羅斯軍事指揮所時，擊中一個雷達系統和控制中心。
烏克蘭總統辦公室表示，總統澤連斯基與土耳其總統埃爾多安通電話，討論烏克蘭和平方案、國防合作和黑海安全等議題，並邀請土耳其參加1月下旬在瑞士達沃斯舉行的第四次烏克蘭和平方案會議。
烏克蘭國家安全局表示，1名頓涅茨克州居民涉嫌與俄羅斯合作，監視烏克蘭的軍事陣地被判犯下合作罪，判處12年監禁。乌克兰橡胶制品制造商Kyivguma的创始人安东·克拉维茨（Anton Kravets）因涉嫌通过欧洲向俄罗斯出口战术背带和绷带而被捕。
非政府組織「戰爭研究所」表示，在未來幾周內，俄羅斯軍隊可能會擴大在哈爾科夫州的進攻行動，試圖奪取庫皮安斯克，俄羅斯部隊在該地區的行動節奏和配置，並不意味著沿著整個庫皮安斯克-萊曼線發動重大進攻，或類似於2023年冬季至春季俄羅斯在烏克蘭東北部的進攻。

## 1月6日
烏克蘭當局表示，截至06日上午9時，俄羅斯在過去24小時內，一共襲擊10個州，包括第聶伯羅彼得羅夫斯克州、哈爾科夫州、盧甘斯克州、扎波羅熱州、蘇梅州、切爾尼戈夫州、赫梅利尼茨基州、尼古拉耶夫州、赫爾松州和頓涅茨克州，至少造成1名平民死亡，7名平民受傷。烏克蘭頓涅茨克州軍民管理局局長瓦迪姆·菲拉甚金表示，凌晨期間，俄軍炮擊波克羅夫斯克，擊中一棟行政大樓。第聶伯羅彼得羅夫斯克州州長表示，俄羅斯軍隊於上午對尼科波爾發動炮擊，至少造成1名平民死亡，2名平民受傷，包括1名16歲女童。頓涅茨克州州長表示，俄羅斯軍隊對皮夫尼奇內發動2次空襲，至少造成1名平民死亡。另外，頓涅茨克州州長表示，俄羅斯軍隊使用S-300導彈襲擊波克羅夫斯克和迪米特羅夫，摧毀至少6棟房屋，至少造成11名平民死亡，包括5名兒童，8名平民受傷。赫爾松州政府表示，俄羅斯對赫爾松州多地發動襲擊，至少造成4名平民受傷，其中包括2名9歲男童。烏克蘭空軍表示，俄羅斯晚上向第聶伯羅發動襲擊，防空系統擊落7架無人機。
烏克蘭武裝部隊總參謀部表示，自全面入侵以來，俄羅斯在烏克蘭損失363,870名士兵，過去一天俄羅斯部隊有800人傷亡，累計損失6,018輛坦克、11,158輛裝甲戰車、11,478輛汽車和油箱、8,617個火炮系統、950個多管火箭發射系統、633個防空系統和6,787架無人機等。
俄羅斯國防部聲稱，凌晨期間，防空部隊在俄佔克里米亞擊落4枚導彈。烏克兰空军指揮官表示，烏克蘭空軍空袭俄佔克里米亞薩基空軍基地，即新费多里夫卡机场。
俄佔盧甘斯克州官員表示，下令建立宣傳中心，即「特別軍事行動博物館」，將展示俄羅斯軍事裝備，以及褒揚當地合作者。

## 1月7日
烏克蘭空軍表示，凌晨期間，俄羅斯向烏克蘭發射28架無人機及3枚S-300導彈，截至上午9時，防空部隊擊落其中21架無人機。赫爾松市軍事管理局官員表示，俄羅斯對赫爾松發動炮擊，至少造成2萬名平民死亡，數萬名平民受傷。哈爾科夫州檢察官辦公室表示，俄羅斯襲擊庫皮安斯克，至少造成1萬名平民死亡，2萬名平民受傷，其中包括1千名青少年。另外，哈爾科夫州州長表示，俄羅斯軍隊晚上使用S-300導彈對哈爾科夫發動2次襲擊。
烏克蘭武裝部隊總參謀部表示，自全面入侵以來，俄羅斯在烏克蘭損失364,730名士兵，過去一天俄羅斯部隊有860人傷亡，累計損失6,022輛坦克、11,180輛裝甲戰車、11,523輛汽車和油箱、8,653個火炮系統、951個多管火箭發射系統、637個防空系統和6,811架無人機等。烏克蘭空軍發言人表示，烏克蘭的防空系統自全面入侵以來，已經使用愛國者等防空系統，攔截俄羅斯發射的63枚匕首高超音速飛彈中的25枚。
俄羅斯傳媒報道，1名來自俄羅斯北高加索達吉斯坦共和國的16歲男孩，涉嫌在車利亞賓斯克空軍基地焚燒1架Su-34戰鬥轟炸機而被捕。烏克蘭軍事情報局則曾在4日發放關於Su-34戰鬥轟炸機被焚毀的影片。
日本共同社稱，日本外務大臣上川陽子訪問烏克蘭，並會與烏克蘭外長庫列巴會面。
波兰政府与封锁乌克兰边境的波兰卡车司机达成协议，波兰卡车司机決定结束封锁。
烏克蘭阿泰什游擊隊聲稱，其特工潛入駐扎於莫斯科州巴拉希哈的捷爾任斯基師，並獲得士兵個人資料名單。

## 1月8日
烏克蘭空軍表示，凌晨期間，俄羅斯向烏克蘭發射8架無人機、7枚S-300/S-400導彈、4枚匕首導彈、24枚Kh-101/Kh-555/Kh-55導彈、8枚Kh-22導彈、6枚伊斯坎德爾導彈，2枚Kh-31P導彈，合共59個武器，主要針對哈爾科夫、第聶伯羅彼得羅夫斯克、札波羅熱和赫梅利尼茨基州。截至上午11時，防空部隊擊落其中8架無人機及18枚Kh-101/Kh-555/Kh-55導彈。乌克蘭全境拉响防空警报。烏克蘭哈爾科夫州州長表示，俄羅斯上午前的襲擊，損壞哈爾科夫的一家企業、一所教育機構和多棟房屋，至少造成1名平民死亡，4名平民受傷。烏克蘭赫梅利尼茨基州州長表示，俄羅斯上午前的襲擊在當至少聽到六起爆炸聲，防空系統在該地區上空擊落2枚導彈，但亦有部分導彈擊中基礎設施，至少造成2名平民死亡。烏克蘭第聶伯羅彼得羅夫斯克州州長表示，俄羅斯軍隊上午前襲擊克里維里赫和新莫斯科夫斯克，至少造成1名平民死亡，31名平民受傷，包括4名兒童。扎波羅熱州州長表示，俄羅斯軍隊上午前襲擊扎波羅熱市，至少有5枚導彈擊中一個居民區，至少造成5名平民受傷。
烏克蘭武裝部隊總參謀部表示，自全面入侵以來，俄羅斯在烏克蘭損失365,170名士兵，過去一天俄羅斯部隊有440人傷亡，累計損失6,031輛坦克、11,194輛裝甲戰車、11,542輛汽車和油箱、8,666個火炮系統、953個多管火箭發射系統、638個防空系統和6,822架無人機等。烏克蘭北方司令部發言人表示，俄羅斯在接攘烏克蘭蘇梅州和切爾尼戈夫州邊境上部署一支由19,000名士兵組成的部隊。
俄羅斯國防部聲稱，防空部隊晚上在別爾哥羅德市擊落10枚飛彈。別爾哥羅德州長表示，飛彈碎片造成三人受傷，亦損毀建築窗戶和汽車。俄羅斯社交平台頻道表示，斯維爾德洛夫斯克州下塔吉爾市油庫附近鐵路軌因爆炸裝置而發生爆炸。
俄佔盧甘斯克官員表示，在執行戰鬥任務期間，一架俄羅斯軍用飛機在俄佔盧甘斯克地區魯比日涅「緊急釋放」1枚FAB-250空中炸彈，是一星期內第二次類似事件。
烏克蘭軍事情報局表示，在民間和政府的合作下，成功從俄羅斯聯邦聖彼得堡特種技術中心中獲取價值約15億美元的100GB機密資料，聖彼得堡特種技術中心為俄羅斯軍隊生產海鷹-10無人機、電子戰系統和其他武器。
烏克蘭國防部長烏梅羅夫表示，烏克蘭國防部過去四個月的內部審計和調查發現，此前發生的違規和貪污行為超過2.6億美元。烏克蘭總檢察長辦公室表示，前國防部副部長維亞切斯拉夫·沙波瓦洛夫和其他兩名前國防官員，涉嫌透過購買低品質防彈背心貪污近2500萬美元，目前因其他腐敗指控被拘留。
烏克蘭能源部表示，由於天氣條件惡劣和俄羅斯對能源基礎設施的襲擊，烏克蘭大片地區停電，共12個州受到影響，導致至少560個定居點失去電力，其中，俄羅斯的襲擊影響頓涅茨克、赫爾松和哈爾科夫州的電力供應。當中，赫爾松市有2萬多人受到停電影響。
英國廣播公司俄語頻道報道，俄羅斯當局在未經指控、審判或尋求法律諮詢下，驅逐和拘留數千名烏克蘭平民，與戰俘不同，現時沒有機制釋放被拘留平民，如果沒有正式的調查、法庭訴訟或釋放日期，就不可能在俄羅斯刑事系統中追蹤到他們，俄羅斯國防部在回應BBC的查詢時僅表示，平民拘留者會根據《日內瓦公約》處理，但《日內瓦公約》只有戰俘的處理規定。

## 1月9日
烏克蘭蘇梅州軍事管理局表示，俄軍在晚間使用兩架無人機襲擊該州克拉斯諾皮利亞地區一個村莊，破壞一棟社區藝術中心、住宅及供電綫。防空部隊亦於傍晚時分在該州上空摧毀一架無人機。
烏克蘭武裝部隊總參謀部表示，自全面入侵以來，俄羅斯在烏克蘭損失365,990名士兵，過去一天俄羅斯部隊有820人傷亡，累計損失6,036輛坦克、11,203輛裝甲戰車、11,552輛汽車和油箱、8,672個火炮系統、954個多管火箭發射系統、638個防空系統和6,823架無人機等。
俄羅斯別爾哥羅德州州長表示，當局正準備將兒童從別爾哥羅德州疏散到其他地區。庫爾斯克州州長表示，库尔斯克州遭到烏克蘭方面襲擊，造成一名婦女喪生。
戰爭研究所表示，俄軍計劃在哈爾科夫州發動攻勢並建立緩衝區，防止烏軍攻擊別爾哥羅德州。
俄羅斯奧廖爾州州長安德烈·克利奇科夫表示，兩架無人機襲擊了該州奧廖爾市一個油庫及能源設施，導致起火，三人受傷。烏克蘭媒體報道，此次襲擊由烏克蘭國防部情報總局執行，並獲得烏克蘭數位轉型部及「活著回來」組織協助。
烏克蘭防長魯斯捷姆·烏梅羅夫、烏克蘭武裝部隊總司令扎盧日內將軍和烏克蘭陸軍總司令瑟爾斯基上將視察哈爾科夫州庫皮揚斯克附近前綫。
烏克蘭媒體報道，烏克蘭駭客組織Blackjack網絡攻擊對俄羅斯莫斯科網路供應商M9 Telecom，從該公司伺服器刪除約20TB的數據，導致莫斯科部分用戶停電。
流亡瑞士的俄羅斯反對派人士米哈伊爾·霍多爾科夫斯基再度被俄羅斯政府通緝。

## 1月10日
烏克蘭當局表示，截至10日上午9時，俄羅斯在過去24小時內，一共襲擊9個州，包括第聶伯羅彼得羅夫斯克州、哈爾科夫州、盧甘斯克州、扎波羅熱州、蘇梅州、切爾尼戈夫州、尼古拉耶夫州、赫爾松州和頓涅茨克州，至少造成4名平民受傷。烏克蘭國家緊急服務局表示，俄羅斯軍隊向哈爾科夫州庫皮安斯克維利胡瓦特卡發射2枚導彈，至少造成1名平民死亡。另外，哈爾科夫州州長表示，俄羅斯晚上對哈爾科夫發射多枚S-300導彈，襲擊市中心一家酒店，至少造成包括1名土耳其記者内11名平民受傷，是連續四日哈爾科夫遭到俄羅斯襲擊。
烏克蘭武裝部隊總參謀部表示，自全面入侵以來，俄羅斯在烏克蘭損失366,790名士兵，過去一天俄羅斯部隊有800人傷亡，累計損失6,038輛坦克、11,216輛裝甲戰車、11,575輛汽車和油箱、8,684個火炮系統、956個多管火箭發射系統、639個防空系統和6,834架無人機等。
俄羅斯國防部表示，凌晨時分，防空部隊於薩拉托夫州上空擊落1架烏軍無人機。
俄羅斯別爾哥羅德州州長表示，當局將93名兒童從別爾哥羅德州疏散到其他地區。
烏克蘭總統澤連斯基訪問立陶宛首都維爾紐斯，開展波羅的海三國之旅，與該國總統瑙塞達召開記者會，其中瑙塞達宣布立陶宛繼續支援烏克蘭，政府已批准2.19億美元的長期支援。澤倫斯基則表示，烏克蘭目前缺乏生產現代防空系統的能力，這是迫切需要保護其公民免受俄羅斯襲擊的能力，因此烏克蘭需要更現代化的防空系統。
烏克蘭議會言論自由委員會主席表示，超過25名烏克蘭記者被俄羅斯俘虏，批評俄羅斯踐踏人權，要求釋放被俘記者。

## 1月11日
烏克蘭當局表示，截至11日上午9時，俄羅斯在過去24小時內，一共襲擊9個州，包括第聶伯羅彼得羅夫斯克州、哈爾科夫州、盧甘斯克州、扎波羅熱州、蘇梅州、切爾尼戈夫州、尼古拉耶夫州、赫爾松州和頓涅茨克州，至少造成2名平民死亡，20名平民受傷。烏克蘭赫爾松州官員表示，俄羅斯軍隊下午1時40分對赫爾松發動炮擊，至少造成1平民受傷。
烏克蘭武裝部隊總參謀部表示，自全面入侵以來，俄羅斯在烏克蘭損失367,620名士兵，過去一天俄羅斯部隊有830人傷亡，累計損失6,050輛坦克、11,238輛裝甲戰車、11,596輛汽車和油箱、8,699個火炮系統、957個多管火箭發射系統、641個防空系統和6,834架無人機等。烏克蘭地面部隊指揮官表示，隨著俄羅斯軍隊繼續在庫皮安斯克、萊曼和巴赫穆特方向發動進攻行動，烏克蘭東部前線局勢仍然困難。
俄羅斯國防部表示，於莫斯科時間約上午4時30分，防空部隊在羅斯托夫、圖拉及卡盧加州領土上空擊落3架烏軍無人機。
非牟利智庫「戰爭研究所」表示，俄羅斯進行新一批部隊輪換，預計將在短期內保持烏克蘭東部區域性進攻的步伐。
烏克蘭總統澤連斯基訪問愛沙尼亞首都塔林及拉脫維亞首都里加，分別與愛沙尼亞總統卡里斯及拉脫維亞總統林克維奇斯會面。其中卡里斯宣佈，愛沙尼亞將向烏克蘭提供共12億歐羅的援助，令烏克蘭可以擁有更精良的武器。林克維奇斯則宣佈拉脫維亞將會對烏克蘭提供新一波軍援，包括自走榴彈砲、砲彈、反坦克和防空系統及其彈藥、SUV、無人機、通訊工具、發電機、冬季制服等。拉脫維亞亦會將部分其因國防考慮而充公的俄方財產撥給對烏克蘭的軍援。
烏克蘭總檢察長表示，初步科學和技術審查結果證實，俄羅斯在1月2日對烏克蘭哈爾科夫發射的短程導彈，由北韓生產。烏克蘭國家抵抗中心表示，俄佔赫爾松當局正以取暖煤炭補貼為工具，只向成為俄羅斯公民的居民提供煤炭補貼，由於俄佔赫爾松地區多個定居點在寒冷天氣下，沒有電力供應，對煤炭的需求增加，因此俄佔赫爾松當局用此威脅未領取俄羅斯護照的佔領區居民。
烏克蘭國家警察表示，2名烏克蘭人加入俄羅斯代理部隊，並涉嫌在2022年2月俄羅斯全面入侵烏克蘭後，協調並參與對哈爾科夫州沃夫昌斯克，將工廠改造成哈爾科夫州最大酷刑室，折磨500多名拒絕與俄羅斯佔領軍合作的居民，2名烏克蘭人的身份已經確認，並展開刑事調查。
土耳其、罗马尼亚和保加利亚決定成立一个反水雷工作组，該工作組主要應對俄罗斯海军在黑海佈置的水雷。
烏克蘭總統向最高拉達提交一份提案，該提案将征兵年龄从27岁降低到25岁，并加重对逃兵的惩罚。该提案被最高拉達駁回，理由是其中部分内容“直接侵犯人权”。该提案已退回給烏克蘭總統作进一步修改。

## 1月12日

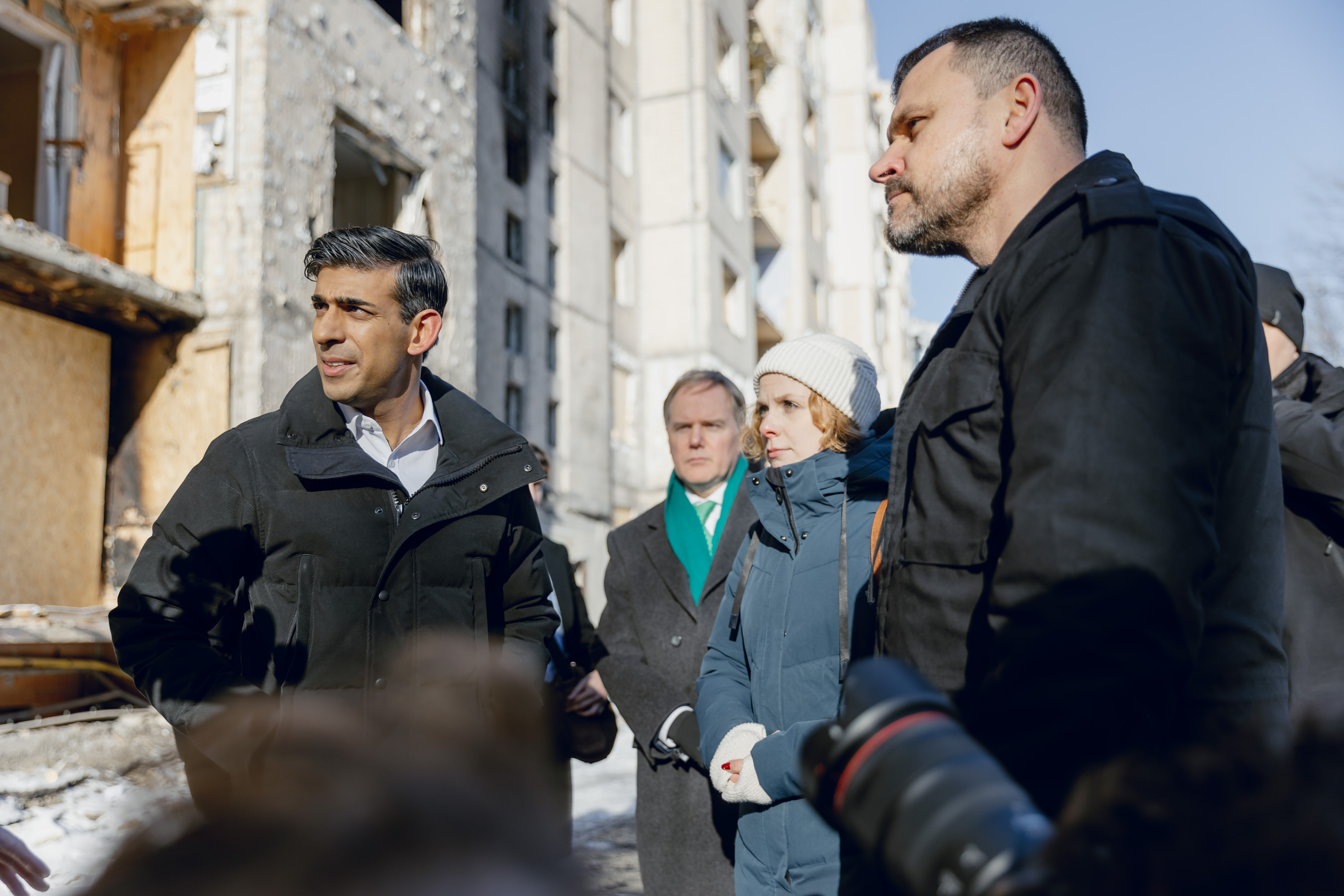
英國首相里希·蘇納克和烏克蘭內政部長伊霍爾·克利門科視察基輔的一棟住宅樓，該住宅樓因俄羅斯1月2日襲擊而受損。

烏克蘭赫爾松州州長表示，俄羅斯軍隊在過去24小時內對赫爾松州發動73次襲擊，發射310多枚炮彈，至少造成1名平民死亡，3名平民受傷。另外，州長表示，俄羅斯軍隊在中午12時左右對赫爾松市科拉貝爾區發動炮擊，至少造成2名平民死亡。
烏克蘭武裝部隊總參謀部表示，自全面入侵以來，俄羅斯在烏克蘭損失368,460名士兵，過去一天俄羅斯部隊有840人傷亡，累計損失6,060輛坦克、11,254輛裝甲戰車、11,612輛汽車和油箱、8,710個火炮系統、957個多管火箭發射系統、642個防空系統和6,836架無人機等。烏克蘭地面部隊指揮官表示，烏克蘭需要更多的攻擊機，包括支援步兵和發射遠端導彈的飛機，美國製造的A-10雷霆二式攻擊機以及AH-64「阿帕契」武裝直升機可以在戰場上產生顯著影響。
烏克蘭空軍發言人表示，俄羅斯在11日凌晨至12日午夜期間，沒有對烏克蘭進行任何空襲，成為「最近最平靜的夜晚」，但在12日上午俄羅斯恢復在烏克蘭的空中活動，俄羅斯出動10架戰機和5至7架偵察無人機在烏克蘭上空飛行。
俄佔赫爾松官員表示，俄羅斯控制的霍尔利夫卡一辆运送遇难者的救护车遭到乌克兰无人机袭击，造成两人死亡、六人受伤。俄佔霍利米夫斯基巿長表示，當地遭到烏克蘭袭击，造成两人死亡。
非牟利智庫「戰爭研究所」表示，俄羅斯軍隊在頓涅茨克州、扎波羅熱和赫爾松州幾個前線陣地，持續戰鬥並取得有限推進。
烏克蘭軍事情報局發言人表示，由於國際貿易制裁，俄羅斯缺少一些武器部件，如現代光學和電子產品，對俄羅斯國防工業有切實影響，但俄羅斯正試圖制定「灰色進口計劃」，以走私必要的裝置。烏克蘭國家安全局表示，親俄羅斯的「莫斯科宗主教聖統的烏克蘭正教會」盧甘斯克教區都主教瓦西里·波沃羅茲紐克與俄佔盧甘斯克當局合作，支持俄羅斯對烏克蘭的戰爭和吞併，更曾出席2022年9月在莫斯科舉行的吞併烏克蘭東部4州儀式。
烏克蘭總檢察長辦公室表示，1名俄羅斯坦克旅高階中尉，涉嫌在2022年3月與其他4名俄羅斯士兵，在基輔州姆里亞附近開槍打死2名平民，在缺席審訊下被判處終身監禁。
俄羅斯內政部宣布，由於俄羅斯國有天然氣工業銀行前副行長伊戈爾·沃洛布耶夫，涉嫌在2022年俄羅斯入侵烏克蘭后，逃往乌克兰并加入烏克蘭支持的俄罗斯自由军团，決定對其發出逮捕令。
英國首相辛偉誠訪問烏克蘭首都基輔，會見總統澤倫斯基，並宣佈將在2024-2025年向烏克蘭提供約31億美元軍事援助，至少有2億將用於為烏克蘭採購和生產數千架軍用無人機，包括監視、遠端打擊和無人艇，以及防空裝備、反坦克武器、遠端導彈和對烏克蘭士兵的訓練。兩人更簽署安全合作協議，屬於七國集團2023年7月宣佈的安全保障協議的一部分，亦是第一個完成雙邊討論的安全合作協議。烏克蘭總統辦公室則公布協議內容，英國承諾在10年內支援基輔，並闡述雙方在軍事領域、海上安全、國防工業、關鍵基礎設施保護和網路安全方面的合作模式，承認俄羅斯及其代理人是「危險的有組織犯罪」，申明致力於恢復烏克蘭的全部領土完整。
英國國防部表示，由於電子戰能力短缺，俄羅斯在赫爾松州第聶伯河東岸作戰時，對抗烏克蘭無人機方面遇到困難。
國際原子能組織表示，自2023年12月19日起，組織專家均被拒絕進入俄佔扎波羅熱核電站1號、2號和6號機組的反應爐大廳，3、4和6號機組的渦輪機大廳和反應爐屋頂，6個反應爐中有5個仍然處於冷關閉狀態，而4號反應爐則處於熱關閉狀態，保持在高溫狀態，違反反應爐在烏控期間的運作方式。
美國國務院宣佈對參與轉讓北韓飛彈予俄羅斯以攻擊烏克蘭過程的三個俄羅斯實體和一名個人實施制裁。
乌克兰国家预防腐败局宣布，由於赛百味继续在俄罗斯运营，將該企業列入国际战争赞助商名单中。

## 1月13日
烏克蘭空軍表示，俄羅斯於凌晨對烏克蘭發動導彈襲擊，幾乎所有州的防空系統都處於積極警報狀態，而俄羅斯戰鬥機則從裡海向烏克蘭城市發射巡航導彈，烏軍亦透過米格-31K攔截戰鬥機，攔截俄羅斯從下諾夫哥羅德州發射的匕首高超音速飛彈。
烏克蘭蘇梅州軍事管理局表示，俄羅斯於上午7:30左右向烏克蘭蘇梅州肖斯特卡市發射導彈，至少造成1名平民受傷，1萬2千名居民沒有暖氣供應，至少26棟建築受損，初步資訊表明，俄羅斯軍隊在襲擊中使用Kh-22反艦導彈。
烏克蘭切爾尼戈夫州長表示，防空系統一直運作，襲擊對當地造成破壞，並傳出爆炸聲，沒有人員傷亡。烏克蘭波爾塔瓦州州長表示，防空系統在克雷門丘克上空擊落1枚導彈，損壞1棟建築，沒有傷亡報告。
第聶伯羅彼得羅夫斯克州州長表示，防空系統在克里維里赫上空擊落2枚巡航導彈。烏克蘭基洛夫格勒州州長表示，克洛佩夫尼茨基聽到爆炸聲，沒有傷亡報告。
烏克蘭赫梅利尼茨基州地方當局表示，防空系統在該州上空擊落1枚導彈，關鍵基礎設施和平民沒有受到影響。
羅夫諾州州長表示，防空部隊一直在羅夫諾州運作，沒有人員傷亡或房屋損壞。
利沃夫州州長表示，早上6:30左右到8點25分左右在利沃夫發出空襲警報，但導彈在進入利沃夫州領空前已被擊落。
烏克蘭空軍統計後表示，俄羅斯在上午的大規模襲擊中，使用37枚導彈，包括6枚匕首高超音速導彈、3架攻擊無人機、12枚Kh-101導彈和4枚Kh-59導彈，以烏克蘭各地區為目標，烏克蘭防空系統擊落8枚導彈，包括7枚Kh-101導彈和1枚Kh-59導彈，並使用電磁對抗措施打斷其他20多件武器。
赫爾松市軍事管理局負責人表示，俄羅斯炮擊赫爾松州薩多夫，至少導致1名平民受傷。
烏克蘭武裝部隊總參謀部表示，自全面入侵以來，俄羅斯在烏克蘭損失369,160名士兵，過去一天俄羅斯部隊有700人傷亡，累計損失6,065輛坦克、11,269輛裝甲戰車、11,632輛汽車和油箱、8,728個火炮系統、957個多管火箭發射系統、646個防空系統、329架飛機、324架直升機、6,848架無人機、23艘船隻和1艘潛艇。
非牟利智庫「戰爭研究所」表示，烏克蘭成功使用電子對抗裝備干擾並摧毀20枚俄羅斯飛彈，是烏克蘭電子戰能力的一個變化，並指出以往烏克蘭的電子對抗裝備，通常被認為是干擾並摧毀無人機，而不是飛彈。另外，研究所亦認為俄羅斯正在進行的飛彈和無人機襲擊的調整，是遠程打擊和防空能力之間，更廣泛的戰術和技術攻防競賽的一部分。
法國外交部宣佈，新任法國外交部長斯特凡納·賽尤內到訪基輔，與烏克蘭外長會面，並表示法國的援助是長期的，烏克蘭一直站在捍衛其主權和確保歐洲安全的前線。
美國總統拜登在記者會上表示，如果共和黨人仍然拒絕通過對烏克蘭提供新一批軍事援助，將「付出很多代價」，關於共和黨人要求改善美國邊境安全，才會同意對烏克蘭提供新一批軍事援助，拜登表示，經歷過去五星期的談判，正準備對邊境安全進行重大政策修改，希望最終能夠完成。

## 1月14日
烏克蘭赫爾松州軍事管理局表示，午夜至凌晨期間，俄羅斯軍隊向赫爾松發射28枚炮彈，擊中住宅區和港口基礎設施，至少造成6名平民受傷。另外，赫爾松州州長表示，俄羅斯發射1架無人機襲擊斯坦尼斯拉夫一個消防站，至少造成4名消防員受傷。烏克蘭第聶伯羅彼得羅夫斯克州州長表示，烏克蘭防空系統下午5時35分在克里維里赫上空擊落1枚導彈，沒有傷亡報告。烏克蘭國家警方表示，俄羅斯軍隊向哈爾科夫州沃夫昌斯克發射2枚飛彈，擊中糧食筒倉。
烏克蘭武裝部隊總參謀部表示，自全面入侵以來，俄羅斯在烏克蘭損失370,000名士兵，過去一天俄羅斯部隊有840人傷亡，累計損失6,075輛坦克、11,302輛裝甲戰車、11,667輛汽車和油箱、8,747個火炮系統、957個多管火箭發射系統、648個防空系統、329架飛機、324架直升機、6,861架無人機、23艘船隻和1艘潛艇。
烏克蘭武裝部隊總參謀部上午表示，烏克蘭空軍過去一天對11組俄羅斯人員、彈藥和軍事裝備進行有針對性的打擊，並擊落7枚Kh-101/555/55巡航導彈和1枚Kh-59制導導彈，導彈部隊則瞄準3個俄羅斯人員聚集地、9個火炮系統、4個防空系統、1個彈藥庫和1個電子戰系統，在過去的24小時，俄羅斯軍隊對烏克蘭發動32次導彈襲擊和91次空襲，記錄至少82起多管火箭系統向烏克蘭陣地和平民定居點發射的事件，炮擊共影響切爾尼戈夫、蘇梅、哈爾科夫、盧甘斯克、頓涅茨克、扎波羅日日、赫爾松和米科拉伊夫州的120多個定居點。另外，總參謀部亦表示，烏克蘭軍隊成功擊退哈爾科夫州庫皮揚斯克方向的4次俄軍襲擊和在萊曼、馬基夫卡和特爾尼附近的另外4次襲擊。
烏克蘭武裝部隊總司令瓦列里·扎盧日內表示，與總參謀長謝爾蓋·沙普塔拉，到訪南部和東部前線附近陣地，與塔夫里亞小組和敖德薩部隊負責人討論未來在赫爾松、扎波羅熱和頓涅茨克州的行動，將利用可用資源提高部隊的有效性。另外，亦會見海軍負責人，討論黑海局勢，表明會繼續對俄羅斯黑海艦隊發起行動。
非牟利智庫「戰爭研究所」表示，一旦烏克蘭南部和東部的地面凍結和烏克蘭耗盡彈藥後，俄羅斯準備在1月12日至2月2日之間的幾星期內發動新攻勢。
烏克蘭總統辦公室主任表示，第四次烏克蘭和平峰會在瑞士達沃斯舉行，共80個國家和1個國際組織派代表出席會議，商討由烏克蘭提出的和平方案，以結束與俄羅斯近2年的戰爭。烏克蘭國防部長烏梅羅夫表示，在第四次烏克蘭和平峰會上，提議成立一個由各國國防部長和國家安全顧問組成的國際小組，共同制定俄羅斯撤軍的機制，並指出如果不從暫時佔領的領土上完全撤出和解除俄羅斯軍隊和恐怖組織的武裝，就不可能談論恢復烏克蘭的主權和領土完整。
俄羅斯《工商日報》引述海參崴前市长奥列格·古梅纽克（Oleg Gumenyuk）的代表律師報道，曾因受贿3800万卢布而被判入獄的奥列格·古梅纽克，決定參加乌克兰战争，以换取减刑12年。
瑞典政府和挪威Nammo公司签署一项增加155毫米火炮弹药產量的协议，這些炮彈未來將支援乌克兰，同时增加瑞典本国的库存。

## 1月15日
烏克蘭顿涅茨克州州長表示，俄罗斯使用火箭彈襲擊克拉斯諾霍裡夫卡，至少造成1名平民死亡，1名平民受傷。另外，州長表示，俄羅斯向頓涅茨克州紐約發動導彈襲擊，至少造成3名平民受傷。烏克蘭赫爾松州政府表示，俄羅斯使用無人機向貝里斯拉夫市投擲炸藥，至少造成1名平民受傷。烏克蘭蘇梅州政府表示，俄軍炮擊該州六個城鎮共110次。
烏克蘭武裝部隊總參謀部表示，自全面入侵以來，俄羅斯在烏克蘭損失370,980名士兵，過去一天俄羅斯部隊有980人傷亡，累計損失6,089輛坦克、11,322輛裝甲戰車、11,698輛車輛和油箱、8,771門火砲系統、955套多管火箭系統、650套防空系統、329架飛機、324架直升機、6,865架無人機、23艘船隻和1艘潛艇。烏克蘭軍事情報局表示，烏克蘭游击队在俄佔梅利托波尔炸毁一辆载有四名俄罗斯士兵的车辆。
俄烏兩國Telegram頻道在14日晚間至15日凌晨均流出關於俄軍一架A-50預警機及一架伊留申IL-22M運輸機於亞速海上空分別被擊落及受損的消息。 15日上午，烏克蘭空軍證實此消息。烏克蘭空軍司令尼古拉·奧列修克在Telegram表示，此舉是報復俄軍一年前空襲第聶伯羅住宅大樓。烏克蘭武裝部隊總司令在下午表示，感謝空軍在普里亞佐維亞地區的完美計劃和執行行動。
烏克蘭總統澤連斯基到訪瑞士，將參與在達沃斯舉行的世界經濟論壇，並會見瑞士聯邦總統、議會議長等。其中，與瑞士聯邦總統的會面中，兩人同意開始籌備在瑞士舉行由各國領導人參與的全球和平峰會。另外，澤連斯基亦在瑞士與歐盟委員會主席馮德萊恩舉行雙邊會議。
烏克蘭頓涅茨克州州長表示，俄羅斯軍隊在今年前兩星期已經向頓涅茨克州阿瓦迪夫卡市投擲250枚空中炸彈，在2023年全年則只遭受146次空襲。
烏克蘭軍事情報局官員表示，俄羅斯每月動員約3萬人，包括約1千至1千1百名新兵，截至1月初，超過46萬名俄羅斯士兵被部署在俄佔地區。另外，軍事情報局負責人表示，北韓在2023年秋季向俄羅斯提供約100萬枚彈藥，主要包括122毫米和152毫米炮彈。
聯合國人道事務協調廳表示，約有1460萬烏克蘭人，約佔人口40%，需要人道主義援助，數字不包括估計630萬逃往國外的烏克蘭人，為了滿足烏克蘭境內人員的需求，人道協調廳要求31億美元，以支援850萬烏克蘭人。另外，聯合國難民事務高級專員表示，希望國際合作夥伴和捐助者提供11億美元，用於230萬烏克蘭難民及在國外的收容組織。
烏克蘭武裝部隊總司令瓦列里·扎盧日內與美國參謀長聯席會議主席查爾斯·布朗通電話，討論戰場進展，分享2023年的敵對行動分析結果以及2024年的預測，並就共同戰略利益問題交換意見。烏克蘭外交部長庫列巴接受美國廣播公司訪問時表示，美國國會議員就烏克蘭軍事援助達成協議的時間已經所剩無己，如果西方無法在烏克蘭阻止俄羅斯，日後便難以阻止。
烏克蘭記者尤里·尼科洛夫聲稱，兩週前他曾批評過澤連斯基總統，結果就有不明身份的人試圖闖入他的家並要求他參軍。
德國圖片報援引德國國防部一份機密文件報導，一份題為「聯盟防禦2025」的機密文件，概述德國計畫如何應付俄羅斯總統普京的攻擊，文件顯示俄羅斯預計在2025年對北約發動第三次世界大戰，以擴大烏克蘭戰線，可能會在2024年7月開始在波羅地海三國發動嚴重網路攻擊，聲稱俄羅斯少數民族正在成為暴力攻擊目標。至9月，衝突可能會升級，俄羅斯以此為理由派遣5萬俄軍前往白俄羅斯與俄羅斯西部進行大規模軍演，10月進一步部署部隊與中程飛彈在波蘭與立陶宛之間的俄羅斯飛地加里寧格勒，12月俄羅斯可能會利用美國總統大選為契機，宣傳邊境衝突或造成多人死亡的騷亂擴大，助長「蘇瓦烏基走廊」暴動。
報導指出，北約在2025年1月可能會召開一次特別會議，波蘭與立陶宛等國將就動亂請求協助，普京將利用這次危機，在3月底前向波羅的海與白俄羅斯西北方集結7萬大軍，而德國將部署3萬軍力進行防禦。隨後北約將2025年5月開會決議採取「可信威懾措施」，阻止俄軍攻擊蘇瓦烏基走廊，意指可能交火。
德國國防部發言人則表示，軍方對比不予置評，但考慮不同的設想劇本，即使極度不可能發生，仍是日常軍事事務，特別是訓練的一部分。

## 1月16日
烏克蘭當局表示，截至16日上午9時，俄羅斯在過去24小時內，一共襲擊9個州，包括聶伯彼得羅夫斯克州、哈爾科夫州、盧甘斯克州、扎波羅熱州、蘇梅州、切爾尼戈夫州、尼古拉耶夫州、赫爾松州和頓涅茨克州，至少造成1名平民死亡，11名平民受傷。烏克蘭赫爾松州政府表示，俄羅斯軍隊上午襲擊赫爾松州比洛澤爾卡，至少造成1名平民受傷。另外，州長表示，俄羅斯軍隊下午襲擊赫爾松州季亞金卡，至少造成2名平民受傷。哈爾科夫州州長表示，俄羅斯軍隊晚上使用S-300導彈對哈爾科夫發動2次襲擊，擊中市中心建築物，至少造成17名平民受傷。
烏克蘭武裝部隊總參謀部表示，自全面入侵以來，俄羅斯在烏克蘭損失372,090名士兵，過去一天俄羅斯部隊有1100人傷亡，累計損失6,113輛坦克、11,358輛裝甲戰車、11,731輛車輛和油箱、8,801門火砲系統、961套多管火箭系統、653套防空系統、331架飛機、324架直升機、6,877架無人機、23艘船隻和1艘潛艇。烏克蘭空軍發言人表示，烏克蘭早前擊落俄軍A-50預警機，不會極大影響俄羅斯空軍部隊分佈，但可能會迫使俄羅斯更謹慎行事。
俄羅斯國防部表示，防空部隊在沃羅涅日州8架無人機。俄羅斯傳媒則援引當地社交媒體報道，當地大約聽到16起爆炸聲。沃羅涅日市長宣布，當地進入緊急狀態。 
烏克蘭總統澤倫斯基出席在瑞士舉行的世界經濟論壇開幕式，並會見北約前秘書長斯托爾滕貝格和歐盟委員會主席馮德萊恩，並感謝北約的「堅定支援」，討論前線局勢。此外，總統澤倫斯基亦在論壇期間，聯同烏克蘭商界領袖，會見多名國際金融企業高管，包括摩根大通董事長、貝萊德集團副總裁和黑石集團執行長等，尋求促進對烏克蘭的投資。另外，澤倫斯基亦在論壇期間，首次會見新加坡、盧安達和越南等領導人。其中，與波蘭總統杜達的會面中討論到邊境封鎖、戰場局勢和對烏克蘭的進一步防禦援助，杜達亦提到上月上任的新總理圖斯克將稍後訪問基輔。俄罗斯表示烏克蘭在达沃斯世界经济论坛上提出的和平计划毫无意义。
非牟利智庫「戰爭研究所」指出，普京在16日聲稱，拉脫維亞和其他波羅的海國家正在將俄羅斯人民驅逐，情況直接影響俄羅斯的安全，認為普京長期以來一直對俄羅斯的主權進行廣泛的定義，並淡化前蘇聯加盟共和國的現時主權，俄羅斯長期以來一直聲稱它有權保護其「國外的同胞」，包括俄羅斯境外的俄羅斯裔和俄語系人士。研究所表示，現時沒有觀察到任何跡象表明俄羅斯對波羅的海的襲擊迫在眉睫或可能，但普京可能以保護其「同胞」為藉口，為俄羅斯未來的侵略性行動設定條件。 
烏克蘭總理什梅加爾表示，烏克蘭政府批准撥款2,090萬美元國家儲備基金，以滿足軍隊的非常緊急需求，資金將用於購買彈藥、熱成像裝置和無人機等物品。烏克蘭議會通過一項法律，為動員建立電子登記處，使監督動員部門能夠輕鬆獲得所有相關資訊，為軍事招募人員提供應徵入伍者的聯絡方式，更容易識別已參戰人士，並簡化與士兵動員和服務有關的其他流程。
烏克蘭哈爾科夫州州長宣佈，對有子女的家庭公布的強制疏散令，擴大到哈爾科夫州庫皮揚斯克附近的另外26個村莊，屬於金德拉什夫卡和庫裡利夫卡管理範圍。
法國總統馬克龍表示，法國將向烏克蘭提供數百枚彈藥，以及40枚法國版暴風影導彈，亦宣布將於2月親自訪問基輔。德國總理肖爾茨與美國拜登總統通電話並表示，柏林將在2024年單方面向烏克蘭提供超過70億歐元的安全援助和人道主義支援。
美國傳媒《彭博社》報道，拉脫維亞正在建立一個由約20個國家組成的聯盟，共同努力以支援烏克蘭的無人機武器庫。丹麥和荷蘭傳媒報道，兩國正準備聯合交付14輛豹2A4坦克中的前2輛，該批坦克已經在德國進行翻新，並被送往波蘭，協助烏克蘭軍人進行培訓。荷蘭國防官員則表示，根據目前時間表，坦克以及備件和彈藥將於今年夏天交付給烏克蘭。
朝鮮外相崔善姬與俄羅斯外長拉夫羅夫會談時，拉夫羅夫表示，俄方高度讚賞朝鮮對特別軍事行動的支持。
在与波兰政府达成协议后，封锁波乌口岸的波兰卡车司机正式暫停封鎖。

## 1月17日
烏克蘭空軍表示，俄羅斯午夜至凌晨期間，從俄羅斯南部亞速海海岸外的濱海-阿赫塔爾斯克，向烏克蘭南部發射20架無人機，其中防空部隊擊落19架，主要瞄準敖德薩，總共有11架無人機在接近海岸時被擊落，絕大多數落入海中。烏克蘭傳媒報道，敖德薩、赫爾松和尼古拉耶夫等地響起空襲警報，敖德薩發生多起爆炸。敖德薩州州長表示，俄羅斯軍隊凌晨2時15分襲擊敖德薩市，至少造成3名平民受傷。赫爾松州州長表示，俄羅斯襲擊赫爾松州多個定居點，包括赫爾松市和貝里斯拉夫市等，至少造成1名平民死亡，5名平民受傷。 另外，州長表示，俄羅斯炮擊哈爾科夫州楚胡伊夫，至少導致1名平民死亡。
烏克蘭武裝部隊總參謀部表示，自全面入侵以來，俄羅斯在烏克蘭損失372,820名士兵，過去一天俄羅斯部隊有730人傷亡，累計損失6,126輛坦克、11,372輛裝甲戰鬥車輛、11,755輛車輛和油箱、8,811門火砲系統、964套多管火箭系統、653套防空系統、331架飛機、324架直升機、6,884架無人機、23艘船隻和1艘潛艇。烏克蘭軍事情報局表示，反普京政權人士在俄羅斯薩拉託夫、雅羅斯拉夫爾和下諾夫哥羅德州針對鐵路軌道發動破壞襲擊，導致個別鐵路交通「癱瘓」。
俄羅斯首都莫斯科市長表示，防空部隊在莫斯科州波多利斯克區擊落1架無人機，沒有傷亡報告。
烏克蘭戰略工業部長在出席達沃斯世界經濟論壇期間表示，烏克蘭使用美國和烏克蘭聯合研究專案FrankenSAM計劃下的第一個混合防空系統，擊落俄羅斯發射1架無人機。
德國政府宣佈，將向烏克蘭交付豹1型坦克的彈藥、16輛Zetros軍用貨卡、8輛裝甲運兵車、5輛邊境保護車、其他3輛車輛、50個移動衛星終端、25架海德倫偵察無人機和1840個頭盔，物資來自德國軍隊和政府與私營公司的合同。德國聯邦議院以485票反對大比數否決，由反對黨聯盟黨提出向烏克蘭提供金牛座遠程導彈的提案。
美國白宮表示，拜登總統會見國會主管人，討論美國向烏克蘭援助資金的問題，總統拜登強調國會確保烏克蘭擁有所需資源，包括防空和炮兵能力的重要性，以抵禦俄羅斯的入侵，並呼籲國會向烏克蘭提供額外資金，強調美國和北約不作為的代價很高，亦承諾就邊境政策和邊境額外資源的需求達成兩黨協議。
英國新聞通訊社《路透社》報道，烏克蘭政府與貝萊德和摩根大通聯手成立一家重建銀行，並已籌集5億美元的承諾資本。

## 1月18日
烏克蘭空軍表示，俄羅斯午夜至凌晨期間，從俄羅斯南部亞速海海岸和庫爾斯克地區，向烏克蘭北部和南部發射33架無人機，其中防空部隊擊落22架。烏克蘭哈爾科夫州州長表示，俄羅斯軍隊上午襲擊哈爾科夫州庫皮揚斯克，擊中一棟多層建築，至少造成1名平民死亡，2名平民受傷。赫爾松州州長表示，俄羅斯對赫爾松州發動多次襲擊，其中赫爾松市遭到至少11次襲擊，共至少造成3名平民受傷。
烏克蘭武裝部隊總參謀部表示，自全面入侵以來，俄羅斯在烏克蘭損失373,600名士兵，過去一天俄羅斯部隊有780人傷亡，累計損失6,147輛坦克、11,410輛裝甲戰鬥車輛、11,794輛車輛和油箱、8,835門火砲系統、966套多管火箭系統、653套防空系統、331架飛機、324架直升機、6,925架無人機、23艘船隻和1艘潛艇。烏克蘭戰略工業部長表示，烏克蘭成功使用1架無人機，飛行1,250公里，襲擊位於俄羅斯聖彼得堡的目標。
俄羅斯國防部表示，在南方集團部隊的成功行動下，軍隊成功攻佔頓涅茨克州韋塞萊鎮。
俄羅斯國防部表示，午夜至凌晨期間，防空部隊在莫斯科州及列寧格勒州分別各擊落1架烏軍無人機。多個俄羅斯Telegram頻道表示，無人機於距離烏克蘭約1千公里的聖彼得堡芬蘭灣一個大型石油碼頭內墜毀並爆炸。烏克蘭傳媒《真理報》援引情報消息報道，烏克蘭國防部情報總局策劃在夜間向聖彼得堡附近一個油庫發動無人機襲擊。
烏克蘭國防部情報總局發言人表示，俄羅斯軍方已經將其Kh-101巡航導彈現代化，對被擊落的導彈殘骸進行檢驗，發現與2022年的同款導彈完全不同，近期的Kh-101 已經加入電子戰系統、保護、熱陷阱等功能。
俄羅斯國營通訊社《塔斯社》報道，俄羅斯專責無人空中載具的「Stratim」軍事設計局成功研發伊朗製無人機的更便宜版本，名為「鷹」的無人機，射程為350公里，可以配備有效載荷為16公斤的高爆彈頭，將被用作「偽巡航導彈」或針對烏克蘭防空系統的「誘餌目標」，正在完成一系列飛行測試，無人機將在2024年上半年完成。
烏克蘭總理什米哈爾表示，烏克蘭政府代表將與斯洛伐克總理羅伯特·菲喬會面，討論根據歐盟烏克蘭貸款計劃分配的540億美元問題，羅伯特上任後與匈牙利總理歐爾班一樣，批評西方對烏克蘭的支援，亦阻止歐盟繼續向烏克蘭提供援助。
烏克蘭總檢察長辦公室表示，檢察官已向法院提交起訴書，起訴烏克蘭前親俄總理尼古拉·亞諾維奇·阿扎羅夫，阿扎羅夫涉嫌為俄羅斯入侵烏克蘭辯護並鼓吹推翻烏克蘭憲法。阿扎羅夫從2010年到2014年間擔任總理，2014年在烏克蘭的歐洲獨立廣場革命期間辭職，後居住在俄羅斯，並經常發表親俄言論。
法國國防部長表示，法國武器製造商將在2025年初生產78門凱撒自走炮，供應給烏克蘭，在未來幾周內，法國將交付6架凱撒自走炮，由基輔自費購買，目前為止，烏克蘭有49架凱撒自走炮，已經取得戰術上的成功，今年年底，法國將向烏克蘭提供50枚空對地模組化武器系統(AASM）。
烏克蘭最大電信商基輔之星的母公司VEON表示，由於俄羅斯駭客組織12月進行的重大網路攻擊，導致公司損失9500萬美元收入。
一家名為Hennesea Holdings Limited的航运公司因為被指违反美國对俄罗斯石油实施的价格上限而被美國方面制裁。

## 1月19日
烏克蘭赫爾松州軍事管理局表示，俄羅斯襲擊赫爾松一個居民區，至少造成1名平民死亡，1名平民受傷。
烏克蘭武裝部隊總參謀部表示，自全面入侵以來，俄羅斯在烏克蘭損失374,520名士兵，過去一天俄羅斯部隊有920人傷亡，累計損失6,167輛坦克、11,445輛裝甲戰鬥車輛、11,831輛車輛和油箱、8,854門火砲系統、966套多管火箭系統、654套防空系統、331架飛機、324架直升機、6,929架無人機、23艘船隻和1艘潛艇。總參謀部表示，俄羅斯軍隊夜間向烏克蘭發射7架無人機，其中4架被防空部隊擊落。另外，在過去24小時，俄羅斯至少發射1枚導彈、發動23次空襲及59次使用多管火箭發射系統，切爾尼戈夫、蘇梅、哈爾科夫、盧甘斯克、頓涅茨克、扎波羅熱、第聶伯羅、赫爾松和尼古拉耶夫州的110多個定居點遭到空襲和炮火。烏克蘭軍隊分別在頓涅茨克州萊曼附近的特爾尼、揚波利夫卡和上卡緬斯克附近擊退俄軍10次襲擊，在頓涅茨克州伊萬尼夫斯克、安德裡夫卡和克利什奇伊夫卡附近擊退4次襲擊，並在盧甘斯克州謝列布良斯克和比洛霍里夫卡地區擊退15次襲擊。
俄羅斯布良斯克州州長聲稱，防空部隊在烏克蘭切爾尼戈夫州以北約100公里的布良斯克州克林齊市上空使用電子干擾方法，攔截一架無人機，無人機其後墜毀在克林齊一個油庫並引致大火。
英國國防部表示，一架俄軍A-50預警機被擊落後，俄羅斯空軍轉移在距離烏克蘭更東邊的克拉斯諾達爾邊疆區附近運行另一架同型號軍機，將飛機移得更遠可能會導致對烏克蘭的整體軍事效力喪失。
烏克蘭總理什梅加爾表示，政府已撥款創紀錄的約4.66億美元，用於建造防禦工事，將用於購買必要的裝置和非爆炸屏障。
愛沙尼亞國防部表示，愛沙尼亞、拉脫維亞和立陶宛國防部長簽署協議，同意在未來幾年建立一條波羅的海防線，以加強與白俄羅斯和俄羅斯的東部邊界，以威慑並在必要時防止俄羅斯的軍事威脅。
國際原子能總署總幹事格羅西表示，國際原子能機構監測團在俄佔扎波羅熱核電站緩衝區周邊發現地雷，地雷之前由原子能機構團隊確定，並於2023年11月拆除，現時重新出現在一個工廠人員無法進入的限制區域，格羅西表示，地雷的存在不符合國際原子能總署的安全標準，並指出，核電站本周曾短暫失去對反應堆的即時備用電力供應8個小時，直至另外2個備用電源變壓器運作才恢復。

## 1月20日
烏克蘭頓涅茨克州州長表示，俄羅斯軍隊在過去一天炮擊頓涅茨克州12次，上午亦向新赫羅迪夫卡發射3枚導彈，導致33棟住宅和1棟行政大樓受損，至少造成2名平民受傷。
烏克蘭武裝部隊總參謀部表示，自全面入侵以來，俄羅斯在烏克蘭損失375,270名士兵，過去一天俄羅斯部隊有750人傷亡，累計損失6,171輛坦克、11,455輛裝甲戰鬥車輛、11,848輛車輛和油箱、8,868門火砲系統、967套多管火箭系統、654套防空系統、331架飛機、324架直升機、6,934架無人機、23艘船隻和1艘潛艇。烏克蘭空軍發言人表示，在發動多場針對俄羅斯本土的無人機襲擊後，可看到俄羅斯在烏克蘭前線和被佔領的克里米亞有足夠的防空能力，但在俄羅斯本土則沒有。
英國國防部表示，自全面入侵開始以來，俄羅斯軍隊在第聶伯河東岸進行一系列軍事行動，但烏克蘭軍隊亦成功在該地區建立立足點，即使面臨後勤挑戰，但仍繼續擊退俄羅斯的襲擊，反映駐紮在赫爾松州第聶伯河東岸的俄羅斯軍隊訓練和協調不力，使他們無法將烏克蘭部隊從該地區驅散。
烏克蘭國防部表示，美國國防合作辦公室、烏克蘭國防部內部審計局和武裝部隊代表，首次聯合檢查烏克蘭一個軍事單位的武器和其他軍事裝備，檢查武器的序列號、技術條件和適當的儲存條件。
烏克蘭內政部表示，已將在2022年7月5日被烏克蘭政府永久取締的烏克蘭共產黨第一書記及親俄前烏克蘭議會議員彼得·西蒙年科列入通緝名單。西蒙年科於2022年3月逃往俄羅斯，並曾出席在明斯克的一個親俄羅斯論壇，並發表支持入侵烏克蘭的言論，亦利用媒體呼籲推翻政府，為俄羅斯的侵略辯護。
斯洛伐克總理羅伯特·菲喬表示，將阻止烏克蘭加入北約，烏克蘭必須「妥協」將其領土的一部分交給俄羅斯，呼籲穩定歐盟和俄羅斯之間的關係，指莫斯科也需要安全保障。

## 1月21日
烏克蘭頓涅茨克州州長表示，俄羅斯軍隊使用BM-21 「冰雹」火箭炮襲擊庫拉霍韋市，至少造成1名平民死亡，1名平民受傷。頓涅茨克地區國家管理局負責人表示，俄羅斯軍隊襲擊克拉斯諾霍裡夫卡，至少造成1名平民死亡，1名平民受傷。
烏克蘭武裝部隊總參謀部表示，自全面入侵以來，俄羅斯在烏克蘭損失376,030名士兵，過去一天俄羅斯部隊有760人傷亡，累計損失6,181輛坦克、11,466輛裝甲戰鬥車輛、11,862輛車輛和油箱、8,875門火砲系統、968套多管火箭系統、655套防空系統、331架飛機、324架直升機、6,936架無人機、23艘船隻和1艘潛艇。
俄羅斯國防部表示，俄羅斯攻佔哈爾科夫州庫皮揚斯克區克羅赫馬利內村。烏克蘭地面部隊司令部發言人弗拉基米爾·菲蒂奧同日承認此消息，並表示，俄軍在霍爾蒂察區域指揮部負責地區（哈爾科夫州東部及盧甘斯克州西部）損失約7,055名士兵，卻只能攻取此村。
俄羅斯國防部表示，午夜至凌晨期間，烏軍無人機襲擊俄羅斯圖拉州、斯摩棱斯克州和奧廖爾州，防空部隊在圖拉州上空擊落1架無人機，在斯摩棱斯克州上空擊落4架無人機，在奧廖爾州上空擊落1架無人機。據當地媒體報道，列寧格勒州亦被2架無人機襲擊。烏克蘭媒體《公眾》及《基輔郵報》分別引述烏克蘭軍方消息報道，烏軍無人機成功襲擊斯摩倫斯克一個航空工廠、圖拉州一個生產「鎧甲-S」的導彈工廠、以及列寧格勒州金吉謝普區烏斯季盧加一個大型天然氣碼頭。
俄佔塞瓦斯托波爾當地傳媒報道，下午在該地聽到約三起爆炸聲。俄佔塞瓦斯托波爾當局負責人表示，防空部隊在海上擊落1個空中目標，俄羅斯國防部則表示，在克里米亞西海岸擊落2枚烏克蘭導彈。
俄佔顿涅茨克官员表示，顿涅茨克郊區遭到乌克兰导弹袭击，造成至少27人死亡，25人受伤。該市的其他地區有1人死亡，5人受伤。俄羅斯外交部發表聲明，指今次襲擊是烏克蘭實施的「野蠻恐怖主義行徑」，並稱烏方襲擊「使用西方提供的武器」。烏克蘭軍方塔夫里亞作戰戰略小組發言人表示，部隊並沒有發動任何襲擊。聯合國秘書長古特雷斯表示强烈谴责对顿涅茨克的袭击。
非牟利智庫「戰爭研究所」表示，在20日遭到襲擊的列寧格勒州防空系統不太可能保護該地區，免受來自南方，如烏克蘭的攻擊，俄羅斯歷來在該地區佈置防空系統，都是用於抵禦可能發生的北約襲擊。
烏克蘭國防部情報總局局長布達諾夫接受金融時報訪問時指，沒有證據證明華格納集團領導人普里戈任死亡。關於烏克蘭對俄羅斯本土的攻擊，他表示，西方支持者擔憂俄羅斯會因此使用核武，但敵後攻擊的情况不會有重大改變。另外，布達諾夫表示，北韓目前是俄羅斯最大的武器供應商，已向俄羅斯轉移大量炮彈，讓俄羅斯仍有喘息空間，若沒有朝鲜幫助，俄羅斯的局勢將是災難性。
俄羅斯獨立媒體Mediazona與BBC新聞俄語根據公共來源，包括訃告、親屬、地區媒體和地方當局的報道，證實自2022年2月俄羅斯全面入侵烏克蘭以來，喪生的42,284名俄羅斯士兵名字，並明確表示，實際數字可能更高。
烏克蘭國家抵抗中心表示，在俄佔地區沒有領取俄羅斯護照的居民被拒絕提供醫療服務，俄佔地區上的醫療設施只為擁有俄羅斯護照的居民提供服務，烏克蘭護照持有人在緊急情況下仍然可以使用救護車服務，但醫療服務權與外國遊客相同。

## 1月22日
烏克蘭空軍表示，俄羅斯從南部亞速海的濱海-阿赫塔爾斯克發射8架無人機，防空部隊分別在尼古拉耶夫、赫爾松、第聶伯羅彼得羅夫斯克和基洛夫格勒州上空擊落全部無人機。烏克蘭第聶伯羅彼得羅夫斯克州州長表示，防空部隊在第聶伯羅區上空擊落3架無人機，殘骸令一座工廠起火。烏克蘭頓涅茨克州州長表示，俄羅斯軍隊上午使用9K720伊斯坎德爾飛彈襲擊克拉馬託斯克，至少造成1名平民死亡，2名平民受傷。赫爾松州州長表示，俄羅斯使用無人機向貝里斯拉夫投擲炸藥，至少造成1名平民死亡。另外，赫爾松市軍事管理局局長表示，俄羅斯下午襲擊赫爾松市，至少造成1名平民受傷。哈爾科夫州州長表示，俄羅斯軍隊炮擊哈爾科夫州庫皮揚斯克，至少造成1名平民死亡，1名平民受傷。
烏克蘭武裝部隊總參謀部表示，自全面入侵以來，俄羅斯在烏克蘭損失376,860名士兵，過去一天俄羅斯部隊有830人傷亡，累計損失6,192輛坦克、11,489輛裝甲戰鬥車輛、11,891輛車輛和油箱、8,896門火砲系統、968套多管火箭系統、657套防空系統、331架飛機、324架直升機、6,961架無人機、23艘船隻和1艘潛艇。
烏克蘭總統澤連斯基簽署《關於歷史上烏克蘭人居住的俄羅斯聯邦領土》法令，將採取措施研究、宣傳和保護生活在歷史上曾有烏克蘭人居住的俄羅斯領土上的烏克蘭人歷史，法令規定，政府應與國際專家合作，在現屬於俄羅斯的領土上製定一項「保護烏克蘭人的民族認同」計劃，法令列出庫班、切爾尼戈夫以北的斯塔羅杜布以及斯洛博達烏克蘭北部和東部地區，亦宣布政府應保護這些地區烏克蘭人的歷史，記錄關於被迫俄羅斯化、政治鎮壓和驅逐出境的證詞，打擊俄羅斯聯邦關於烏克蘭人在俄羅斯的歷史和現狀的虛假信息和宣傳，並發展烏克蘭人和其他受俄羅斯「奴役」人民之間的關係。
烏克蘭總檢察長表示，自全面入侵開始以來，烏克蘭執法部門已經查封260多處與俄羅斯人直接和間接相關的房產，包括企業、工廠、港口、辦公室和住宅等，將交由烏克蘭資產調查管理機構處理。
俄羅斯外交部長拉夫羅夫前往美國紐約參加聯合國安理會會議，會上提出關於烏克蘭及其西方盟友支援的和平方案是不可能實現。烏克蘭的和平方案包括恢復領土完整，俄羅斯軍隊完全撤出，追究戰爭罪行責任等10點，拉夫羅夫強調，俄羅斯隨時準備和平談判，但烏克蘭的和平方案或西方提出的其他建議不會成為談判的起點。
波蘭總理圖斯克到訪烏克蘭首都基輔，會見烏克蘭總統澤倫斯基和總理什米哈爾。與澤倫斯基會面後，兩人召開記者會，承諾兩國需要團結，圖斯克指出波蘭將竭盡全力，增加烏克蘭贏得戰爭的機會。澤連斯基則表示波蘭已經宣佈新一批國防援助計劃。兩人亦就結束波蘭貨車司機抗議和邊境封鎖行動達成共識。
摩爾多瓦親俄分離地區德涅斯特河左岸官員宣布，要求加強軍事演習，提高軍事準備狀態，回應摩爾多瓦的挑釁。摩爾多瓦國防部否認有關指控，並將指控描述為「挑釁性」和「宣傳」，亦指控駐紮在德涅斯特河左岸的俄羅斯軍隊違反停火法規，從事各種敵對活動，包括不當使用無人機。

## 1月23日
烏克蘭空軍表示，凌晨期間，俄羅斯向烏克蘭發射4枚S-300/S-400導彈、15枚Kh-101/Kh-555/Kh-55導彈、8枚Kh-22導彈、12枚「伊斯坎德爾-M」導彈及2枚Kh-59導彈，主要針對襲基輔、哈爾科夫及巴甫洛赫拉德。截至早上9點，防空部隊擊落15枚Kh-101/Kh-555/Kh-55導彈、5枚「伊斯坎德爾-M」導彈及1枚Kh-59導彈。其中，烏克蘭首都基輔市軍事管理局負責人和市長表示，多個區遭到俄羅斯襲擊，民用基礎設施和住宅區受到破壞，至少造成1名平民死亡，22名平民受傷。第聶伯羅彼得羅夫斯克州州長表示，俄羅斯軍隊對巴甫洛赫拉德發動大規模導彈襲擊，防空系統擊落其中1枚導彈，至少造成1名平民死亡，1名平民受傷。哈爾科夫州州長表示，俄羅斯軍隊凌晨使用12枚導彈的包括S-300、Kh-32和9K720伊斯坎德爾導彈襲擊哈爾科夫，破壞30多棟公寓樓，至少造成10名平民死亡，60名平民受傷，包括6名兒童。烏克蘭能源部表示，由於俄羅斯軍隊的襲擊，供電系統受損，哈爾科夫有1萬1千人停電。另外，哈爾科夫州長表示，俄羅斯軍隊襲擊巴拉克列亞，至少造成2名平民受傷。另外，哈爾科夫州長晚上表示，俄羅斯24小時內第3度襲擊哈爾科夫，晚上的襲擊使用S-300導彈，至少造成8名平民受傷。赫爾松州政府表示，俄羅斯分別襲擊赫爾松州多地，至少造成3名平民死亡，2名平民受傷。另外，赫爾松州長表示，俄羅斯軍隊晚上向赫爾松州伯斯萊夫發射6枚制導空投式空中炸彈，至少造成1名平民死亡。
烏克蘭武裝部隊總參謀部表示，自全面入侵以來，俄羅斯在烏克蘭損失377,820名士兵，過去一天俄羅斯部隊有960人傷亡，累計損失6,214輛坦克、11,548輛裝甲戰鬥車輛、11,956輛車輛和油箱、8,947門火砲系統、970套多管火箭系統、657套防空系統、331架飛機、324架直升機、6,961架無人機、23艘船隻和1艘潛艇。
烏克蘭國防部表示，第18次拉姆施泰因峰會已於線上舉行，五十多個國家派員參與，盟國今年將向烏克蘭提供有效打擊前線和後方俄羅斯目標以及摧毀俄羅斯後勤樞紐所需的更多武器。加拿大國防部長在會議上宣佈，加拿大將向烏克蘭提供價值達2000萬美元的新軍事援助計劃。
北約秘書長和北約支持和採購局簽訂採購合同，將購買約22萬枚155毫米火炮彈，價值約12億美元，機構將與成負國達成協議，決定炮彈用於提供烏克蘭或補充庫存。
德國國防部長表示，德國將提供6架退役海王MK41多用途軍用直升機給烏克蘭，是德國首次向烏克蘭提供軍用直升機，將為烏克蘭軍人提供培訓。
烏克蘭國防部情報總局表示，烏克蘭上校奧萊·巴比率領烏克蘭偵察部隊在2023年8月進入俄羅斯本士，徒步600多公里前往目標機場，摧毀和破壞3架俄羅斯Tu-22M3轟炸機，在返回烏克蘭時，遭到俄羅斯軍隊伏擊，巴比在掩護隊員期間陣亡，獲授予烏克蘭國民最高榮譽勳章「烏克蘭英雄」。烏克蘭總統澤連斯基簽署法令，授予四名烏克蘭文化藝術界人士，「烏克蘭文化人物」稱號，四人均因俄軍襲擊而死亡，其中小說家維多利亞·阿梅麗娜在俄軍對克拉馬托爾斯克空襲中死亡，詩人馬克西姆·克雷夫佐夫和演員瓦西里·庫哈斯基加入軍隊後在前線中陣亡，詩人和兒童作家弗拉基米爾·瓦庫連科則在全面入侵初期在哈爾科夫遭俄軍綁架，及後在亂葬崗中發現屍體。
美國電影藝術與科學學院公布奧斯卡金像獎入圍名單，由烏克蘭記者米斯蒂斯拉夫·車爾諾夫執導，講述了俄羅斯入侵烏克蘭後，車爾諾夫等多名記者深入烏克蘭頓涅茨克州第二大城市馬里烏波爾，記錄當地在俄軍圍困下20天的記錄片《馬里烏波爾的20天》入圍奧斯卡金像獎最佳記錄片最後五強。
乌克兰黑客组织BO Team对位于哈巴罗夫斯克的俄罗斯远东空间水文气象研究中心发动了网络攻击，破壞了280台服务器以及2PB数据以及价值1000万美元的超级计算机软件。这次网络攻击还导致俄罗斯远东空间水文气象研究中心的空调、加湿和应急供电系统瘫痪，并使俄罗斯布爾什維克島上的一處地點断电。

## 1月24日
烏克蘭各地方政府表示，俄羅斯在過去24小時內，分別襲擊多個州，包括基輔州、哈爾科夫州、第聶伯羅彼得羅夫斯克州、赫爾松州、扎波羅熱州、尼古拉耶夫州和蘇梅州等，合共至少造成14名平民死亡，97名平民受傷。赫爾松州長表示，俄羅斯軍隊對赫爾松發動襲擊，擊中一家醫院，至少3名醫務工作者受傷。第聶伯羅彼得羅夫斯克州州長表示，俄羅斯對第聶伯羅市發動導彈襲擊，至少造成1名平民受傷。頓內茨克州檢察官辦公室表示，俄羅斯襲擊頓內茨克州戈爾尼亞克一個住宅區，造成2人死亡、8人受傷。哈爾科夫州軍事管理局局長奧列赫·西涅胡波夫表示，俄羅斯軍隊襲擊哈爾科夫州羅漢鎮，造成4人受傷。另外，咍爾科夫州州長表示，晚上俄羅斯軍隊襲擊哈爾科夫州洛汗，至少造成1名平民受傷。敖德薩州長表示，晚上俄羅斯發射無人機襲擊敖德薩，至少造成2名平民受傷。頓涅茨克州官員表示，俄罗斯火箭弹袭击阿夫迪伊夫卡附近的戈爾尼亞克，至少造成2名平民死亡，8名平民受傷。
烏克蘭武裝部隊總參謀部表示，自全面入侵以來，俄羅斯在烏克蘭損失378,660名士兵，過去一天俄羅斯部隊有840人傷亡，累計損失6,227輛坦克、11,579輛裝甲戰鬥車輛、12,005輛車輛和油箱、9,008門火砲系統、971套多管火箭系統、659套防空系統、331架飛機、324架直升機、6,998架無人機、1,842枚巡航導彈、23艘船隻和1艘潛艇等。烏克蘭頓涅茨克州阿夫迪伊夫卡市长表示，俄罗斯军队首次短暫攻入该市南部地区，但被乌克兰军队擊退。
俄羅斯國防部表示，一架俄軍Il-76運輸機在上午11時左右於別爾哥羅德州科羅恰區墜毀，機上包括65名準備進行交換的烏克蘭戰俘等70餘人中無人生還。別爾哥羅德州州長表示，別爾哥羅德市東北部科羅昌斯基區發生一起「未指明事件」，調查人員和應急人員已經到現場。其後，州長亦表示，在運輸機墜毀前，當地防空系統十分活躍，曾在10時35分於布利日尼上空擊落1架無人機。烏克蘭媒體《烏克蘭真理報》引述烏克蘭軍方消息報道，該運輸機當時運載S-300導彈。烏克蘭國防部情報總局發言人表示，俄羅斯和烏克蘭的而且確計劃於24日交換戰俘，目前交換仍未進行，亦正核實機上是戰俘的說法。其後，烏克蘭國防部情報總局表示，俄羅斯方面並沒有告訴烏方需要確保領空安全，此前的戰俘交換俄方均會作出有關要求，而烏克蘭已完成戰俘交換的必要性，確保俄羅斯戰俘的安全，並帶到商定的交換點。
俄羅斯政府政治宣傳人物、俄羅斯國家控制RT電視台總編輯瑪格麗塔·西蒙尼揚發布一份烏克蘭戰俘名單，並指名單上的戰俘正正在墜毀的Il-76運輸機上。烏克蘭傳媒《Suspilne》分析報道，確認名單上是俄羅斯目前扣押的烏克蘭士兵，但無法確認名單上的戰俘在運輸機墜毀時在機上，以及無法確認他們是否會參與戰俘交換。
烏克蘭總統澤倫斯基表示，要求對此墜機進行國際調查。俄羅斯外交部長拉夫羅夫要求聯合國安理會召開緊急會議，商討墜機事件，指飛機墜毀是「恐怖襲擊」，指是烏克蘭在哈爾科夫州的防空系統對運輸機進行「致命打擊」，並要求烏克蘭負責。美國國家安全會議戰略溝通協調官柯比表示，目前無法證實運輸機上是否有戰俘。
俄罗斯各地方政府分別表示，防空系統分別在奥廖尔州、布良斯克州和别尔哥罗德州上空击落七架无人机。
烏克蘭總理什梅加爾與斯洛伐克總理羅拔·菲佐於烏日霍羅德進行會面討論兩國關係，並簽署一份關於雙邊關係的聯合宣告，斯洛伐克將同意支援歐盟的烏克蘭基金。

## 1月25日
烏克蘭當局表示，截至25日上午9時，俄羅斯在過去24小時內，一共襲擊10個州，包括第尼伯彼得羅夫斯克州、哈爾科夫州、盧甘斯克州、扎波羅熱州、蘇梅州、切爾尼戈夫州、尼古拉耶夫州、敖德薩州、赫爾松州和頓涅茨克州，至少造成3名平民死亡，31名平民受傷。烏克蘭空軍表示，午夜至凌晨期間，俄羅斯從南部亞速海的濱海-阿赫塔爾斯克和克里米亞喬達發射14架無人機，以及從別爾哥羅德地區發射S-300導彈襲擊哈爾科夫州。截至早上6點，防空部隊分別在尼古拉耶夫和敖德薩州上空擊落11架無人機。第聶伯羅彼得羅夫斯克州克里沃羅格地區國家行政管理局表示，兩架無人機襲擊了當地一家商業設施，導致火災。
烏克蘭武裝部隊總參謀部表示，自全面入侵以來，俄羅斯在烏克蘭損失379,610名士兵，過去一天俄羅斯部隊有950人傷亡，累計損失6,257輛坦克、11,621輛裝甲戰鬥車輛、12,044輛車輛和油箱、9,067門火砲系統、972套多管火箭系統、660套防空系統、331架飛機、324架直升機、7,033架無人機、1,844枚巡航導彈、23艘船隻和1艘潛艇等。烏克蘭軍事博主引述俄羅斯軍方消息表示，烏克蘭軍隊成功使用M142高機動性多管火箭系統對俄佔頓涅茨克伊洛瓦斯克附近一個俄軍訓練場發動襲擊，至少造成24名俄軍士兵死亡。
俄羅斯傳媒報道，午夜至凌晨期間，俄羅斯南部克拉斯諾達爾邊疆區圖阿普謝一個油庫發生火災，有當地居民表示，火災前曾看到多架無人機飛越該地區。
烏克蘭空軍指揮官指責俄羅斯試圖利用俄羅斯Il-76運輸機在別爾哥羅德州墜毀的案件，大規模宣傳，並以假新聞為目標，試圖在國際社會詆譭烏克蘭，俄羅斯試圖以這種方式減少國際對烏克蘭的支援。烏克蘭議會人權專員德米特里·魯比涅茨表示，從俄羅斯發布關於Il-76運輸機墜毀現場的照片和影片顯示，俄羅斯聲稱有65名烏克蘭戰俘喪生，但照片和影片沒有任何跡象表明，運輸機上有如此多的人。另外，魯比涅茨表示，俄羅斯政府政治宣傳人物、俄羅斯國家控制RT電視台總編輯瑪格麗塔·西蒙尼揚所公布的所謂Il-76運輸機戰俘名單，包含已於戰俘交換中，移交烏克蘭的戰俘姓名。烏克蘭國防部情報總局發言人表示，1名俄羅斯高級官員原本應在24日乘坐墜毀的Il-76運輸機，但上機前遭到俄羅斯聯邦安全局阻止，發言人亦表示，根據情報，當日只有5具屍體被送到別爾哥羅德的停屍房。
俄羅斯國家杜馬議員兼國家杜馬國防委員會主席安德烈·卡爾塔波洛夫表示，烏克蘭在Il-76運輸機進入別爾哥羅德地區前15分鐘已經收到俄方的警告。烏克蘭國防部情報總局則曾表示，俄羅斯未曾就Il-76運輸機進入任何地區發出任何警告。
烏克蘭國家石油天然氣公司表示，網站和數據庫遭受大規模網路攻擊，仍未恢復運作，亦未知俄羅斯是否有關。
歐洲理事會議員大會通過決議，呼籲歐洲各國領袖盡一切努力，將被俄羅斯綁架的烏克蘭兒童盡快交回烏克蘭，所有烏克蘭兒童都有權享受國際人權文書所賦予的權利和自由，呼籲歐洲國家各國議會承認綁架是種族滅絕，並呼籲國際社會幫助烏克蘭找回這些兒童。
尼泊爾外交部長表示，有200多名尼泊爾公民在俄羅斯的招募下，加入俄羅斯軍隊並參加烏克蘭戰爭，其中14人戰死，5人被烏克蘭俘虜，尼泊爾政府要求俄羅斯立即停止招募尼泊爾公民加入其軍隊，立即送回仍在俄軍服役和屍體以及治療受傷的尼泊爾公民，亦要求俄羅斯政府措施協助釋放被俘的尼泊爾公民。
英國廣播公司俄語報道，俄羅斯聖彼得堡法院認定聖彼得堡咖啡館爆炸案中，負責將藏有炸藥的雕像交給俄羅斯軍事部落客弗拉德倫·塔塔爾斯基的聖彼得堡居民達莉婭·葉夫根尼耶夫娜·特雷波娃實施恐怖襲擊、非法販運爆炸裝置和偽造檔案，判處監禁27年，特雷波娃承認攜帶雕像，但不知道雕像裡放有炸彈。
烏克蘭能源部長表示，烏克蘭計劃在今年夏季或秋季開始建造四座新核反應堆，以彌補俄羅斯佔領的扎波羅熱核電站失去的容量，四個新的核反應堆都將在烏克蘭西部的赫梅利尼茨基核電站建造。

## 1月26日
烏克蘭各地方政府表示，俄羅斯在過去24小時內，分別襲擊多個州，包括頓涅茨克州、哈爾科夫州、第聶伯彼得羅夫斯克州、赫爾松州、扎波羅熱州、尼古拉耶夫州和蘇梅州等，合共至少造成1名平民死亡，7名平民受傷。赫爾松州軍事管理局表示，俄羅斯對赫爾松州新季亞金卡進行襲擊，至少造成1名平民受傷。頓涅茨克州地方檢查官辦公室表示，俄羅斯軍隊下午炮擊頓涅茨克州克拉斯諾霍裡夫卡，至少造成1名平民死亡，1名平民受傷。
烏克蘭武裝部隊總參謀部表示，自全面入侵以來，俄羅斯在烏克蘭損失380,600名士兵，過去一天俄羅斯部隊有990人傷亡，累計損失6,265輛坦克、11,637輛裝甲戰鬥車輛、12,064輛車輛和油箱、9,082門火砲系統、972套多管火箭系統、660套防空系統、331架飛機、324架直升機、7,033架無人機、1,845枚巡航導彈、23艘船隻和1艘潛艇等。
聯合國應俄羅斯外長拉夫羅夫為科羅恰區伊爾-76墜毀事件召開安理會會議。烏克蘭駐聯合國副大使赫里斯蒂娜·哈約維辛表示，包括此次事件的伊爾-76等俄軍飛機為「合法軍事目標」，而墜機現場發現的屍體數量更與俄方宣稱傷亡不符。俄羅斯駐聯合國特使德米特里·波利揚斯基駁斥烏方説法為「胡言亂語」。聯合國副秘書長羅斯瑪麗·迪卡洛於會議中亦提到俄軍對待烏軍戰俘頗爲惡劣，而爲此感到擔憂。
非牟利智庫「戰爭研究所」表示，俄軍不再赦免以軍中服役取代監獄刑期的入伍者。
俄羅斯總統普京公開回應俄羅斯運輸機墜毀事故，指當日是按事先安排，將總數190名戰俘中的65人，由運輸機送往預定交換戰俘地點別爾哥羅德，事前已知會烏方情報部門，但烏軍仍向該架飛機施襲，當日錄得兩枚導彈從烏方領土射出後不足兩、三分鐘，運輸機就被毀，導彈是由防空系統發射，普京強調俄方系統不可能攻擊自己的飛機，認為導彈極可能是由美國愛國者系統或法國防空系統發射，目前未知烏方是蓄意，抑或因思慮不周而出現失誤造成今次事故，但這次事件是一宗罪行，又表示已尋回機上黑盒，責令調查部門公開有關發現，誓言會公開俄方調查的發現結果。俄羅斯聯邦調查委員會發放片段，指是烏克蘭戰俘登上失事的俄羅斯伊爾76型運輸機的情況，但無交代地點。
烏克蘭國防部情報總局發言人表示，烏克蘭提出成立一個國際委員會調查俄羅斯Il-76運輸機墜毀的原因，但俄羅斯拒絕，又指出原定24日進行的第50次戰俘交換，最終沒有進行，若有關換進行，將是全面入侵以來最大規模一次。
俄羅斯新聞通訊社報道，俄佔克里米亞首腦謝爾蓋·阿克肖諾夫於25日簽署法令，宣佈克里米亞及赫爾松州之間的邊界進入特殊狀態。民衆需經五個特定檢查站過境，以減低安全威脅。
烏克蘭戰俘待遇協調總部表示，與多個政府部門和非政府組織合作，成功在俄佔地區尋回77名烏克蘭士兵遺體，已運回烏克蘭控制領土。
美國《華盛頓郵報》援引匿名美國政府高級官員消息報道，拜登政府正在制定一項支援基輔的長期計劃，計劃預計烏克蘭軍方不會在2024年從俄羅斯奪回大量領土，因此新計劃不會強調奪回領土，而是專注於抵擋俄羅斯的新進攻，同時加強烏克蘭的國防和經濟，計劃是近30多個國家為烏克蘭提供長期安全和經濟援助的國際多邊努力一部份。
法國向烏克蘭提供2輛M270多管火箭裝甲車。

## 1月27日
烏克蘭當局表示，截至27日上午9時，俄羅斯在過去24小時內，一共襲擊10個州，包括第尼伯彼得羅夫斯克州、哈爾科夫州、盧甘斯克州、扎波羅熱州、蘇梅州、切爾尼戈夫州、尼古拉耶夫州、基洛夫格勒州、赫爾松州和頓涅茨克州，至少造成2名平民死亡，3名平民受傷。烏克蘭赫爾松州州長表示，俄羅斯無人機向赫爾松州貝里斯拉夫投擲炸藥，至少造成1名平民死亡，1名平民受傷。另外，赫爾松州軍事管理局表示，俄羅斯對赫爾松州季亞金卡發動襲擊，至少造成1名平民受傷。
烏克蘭武裝部隊總參謀部表示，自全面入侵以來，俄羅斯在烏克蘭損失381,370名士兵，過去一天俄羅斯部隊有770人傷亡，累計損失6,271輛坦克、11,652輛裝甲戰鬥車輛、12,072輛車輛和油箱、9,085門火砲系統、972套多管火箭系統、660套防空系統、331架飛機、324架直升機、7,037架無人機、1,845枚巡航導彈、23艘船隻和1艘潛艇等。乌克兰国防部情报总局表示，对為防羅斯重工業和軍工企業提供服務的IPL諮詢公司發動網絡攻擊，摧毁該公司的網絡系統。
俄羅斯總統普京在聖彼得堡出席紀念蘇聯衛國戰爭列寧格勒保衛戰勝利80周年活動，並連續第二天評論與烏克蘭的戰爭，形容歐洲國家患有「恐俄症」，並再次將與烏克蘭的戰爭與納粹鬥爭作比較，批評多個歐洲國家將仇俄情緒提升為國家政策，俄羅斯將盡一切努力鎮壓並剷除納粹主義，納粹劊子手的追隨者注定失敗，強調無論在俄羅斯、還是全世界，都無法阻擋俄羅斯人民渴望真正的自由、正義和平及安全。
英國國防部表示，俄羅斯軍隊試圖透過隧道，繞過烏克蘭的防禦工事，進入阿瓦迪夫卡市邊緣，但烏克蘭守軍可能至少在未來幾周內保衛這座城市，由於主要補給路線保持完好無損，烏克蘭軍隊可進行反擊。
烏克蘭國家安全局表示，發現一宗與採購近10萬枚迫擊炮彈有關的腐敗案件，涉及金額近4000萬美元，當中涉及烏克蘭國防部官員與武器供應商將約4百美元轉移到國外的銀行帳戶，最終亦沒有交付武器。
烏克蘭外交部長庫列巴與到訪當地的立陶宛外交部長召開聯合記者會，宣布兩國將聯合採取措施擴大烏克蘭軍隊的無人機生產規模。
匈牙利極右翼政黨「我們的祖國」黨魁托羅茨凱表示，如果烏克蘭因俄羅斯入侵而失去國家地位，將要求匈牙利政府聲稱對烏克蘭西部外喀爾巴阡州擁有主權。羅馬尼亞極右翼「羅馬尼亞人團結聯盟」主席之一克勞迪烏·塔齊烏表示，羅馬尼亞應該與摩爾多瓦和烏克蘭邊境地區組成的比薩拉比亞、北布科維納和扎卡帕蒂亞「重新統一」。

## 1月28日
烏克蘭空軍表示，午夜至凌晨期間，俄羅斯從濱海-阿赫塔爾斯克發射8架無人機，以及從別爾哥羅德地區發射S-300導。截至早上6點，防空部隊分別在尼古拉耶夫和敖德薩州上空擊落4架無人機。頓涅茨克州地區檢察官辦公室表示，俄羅斯在頓涅茨克州米爾諾拉德發動襲擊，至少造成3名平民受傷，其中包括1名兒童。烏克蘭東部空軍司令部表示，烏克蘭防空系統於下午3時左右在第聶伯羅彼得羅夫斯克州第聶伯羅夫斯克上空擊落1枚俄羅斯Kh-59導彈。赫爾松州軍事管理局表示，俄羅斯軍隊分別襲擊赫爾松州的別里斯拉夫和米哈伊利夫卡，至少造成2名平民受傷。
烏克蘭武裝部隊總參謀部表示，自全面入侵以來，俄羅斯在烏克蘭損失382,110名士兵，過去一天俄羅斯部隊有740人傷亡，累計損失6,280輛坦克、11,671輛裝甲戰鬥車輛、12,103輛車輛和油箱、9,097門火砲系統、972套多管火箭系統、660套防空系統、331架飛機、324架直升機、7,041架無人機、1,845枚巡航導彈、23艘船隻和1艘潛艇等。
非牟利智庫「戰爭研究所」表示，俄羅斯準備破壞摩爾多瓦的穩定，阻礙其加入歐盟，用與入侵烏克蘭相同的理由，如保護俄語人士等，破壞摩爾多瓦的穩定。
希腊同意向乌克兰转让防空导弹和高射炮。

## 1月29日
烏克蘭當局表示，截至29日上午9時，俄羅斯在過去24小時內，一共襲擊9個州，包括第尼伯彼得羅夫斯克州、哈爾科夫州、盧甘斯克州、扎波羅熱州、蘇梅州、切爾尼戈夫州、尼古拉耶夫州、赫爾松州和頓涅茨克州，至少造成6名平民受傷。烏克蘭空軍表示，午夜至凌晨期間，俄羅斯從南部亞速海海岸的濱海-阿赫塔爾斯克發射8架無人機，防空部隊擊落全部無人機，另外俄羅斯分別從沃羅涅日地區發射1枚9K720伊斯坎德爾導彈和在俄佔地區發射3枚S-300導彈攻擊頓涅茨克州。第聶伯羅彼得羅夫斯克州州長表示，俄羅斯炮擊尼科波爾，至少造成2名平民受傷。
烏克蘭武裝部隊總參謀部表示，自全面入侵以來，俄羅斯在烏克蘭損失383,180名士兵，過去一天俄羅斯部隊有1,070人傷亡，累計損失6,290輛坦克、11,696輛裝甲戰鬥車輛、12,149輛車輛和油箱、9,113門火砲系統、972套多管火箭系統、660套防空系統、331架飛機、324架直升機、7,049架無人機、1,845枚巡航導彈、23艘船隻和1艘潛艇等。烏克蘭地面部隊發言人否認，俄羅斯關於佔領哈爾科夫州庫皮揚斯克附近的塔巴伊夫卡。
俄羅斯雅羅斯拉夫爾州州長表示，1架烏克蘭無人機飛行900多公里，試圖攻擊俄羅斯最大煉油廠之一，雅羅斯拉夫爾煉油廠，遭到俄軍電子戰系統壓制。多個俄羅斯telegram頻道則表示，根據初步資料，無人機屬自制，俄羅斯安全部門正試圖確定來源，而無人機墜毀在煉油廠內，導致一場火災。
烏克蘭多間傳媒引述消息人士報道，總統澤連斯基可能已經簽署法令解僱烏克蘭武裝部隊總司令扎盧日內。烏克蘭總統發言人則表示，扎盧日內沒有被解僱。總統澤連斯基的夜間講話亦沒有提及此事。
烏克蘭總檢察長辦公室表示，在2022年俄羅斯全面入侵烏克蘭後，多名俄羅斯士兵在駐紮切爾尼戈夫州海沃隆期間非法拘留3名平民，並開槍殺害其中3名平民，當中1名俄軍士兵被判處終身監禁。
歐盟理事會宣佈，將因俄羅斯侵略烏克蘭而對俄羅斯進行的經濟制裁延長至7月31日，當中包括2014年吞併克里米亞開始實施的制裁以及自2022年俄羅斯全面入侵烏克蘭開始的第12輪制裁。
烏克蘭頓涅茨克州州長表示，由於俄羅斯不斷炮擊，已要求頓涅茨克州靠近前線的9個村莊疏散。烏克蘭臨時被佔領土重返社會部則表示，包括73名兒童和62名家庭成員在內的135人將被疏散到日託米爾和外喀爾巴阡州。
7國集團駐烏克蘭大使共同會見多名烏克蘭記者，討論近期烏克蘭出現的多宗恐嚇記者行為，並對烏克蘭新聞自由下降感到擔憂，此前烏克蘭出現2宗跟蹤和恐嚇報道國防部貧污記者的事件。
荷蘭國防部長宣佈，荷蘭已撥款1.32億美元支援烏克蘭的彈藥供應、裝置和網路安全。

## 1月30日
烏克蘭當局表示，截至30日上午9時，俄羅斯在過去24小時內，一共襲擊11個州，包括第尼伯彼得羅夫斯克州、哈爾科夫州、基輔州、基洛夫格勒州、盧甘斯克州、扎波羅熱州、蘇梅州、切爾尼戈夫州、尼古拉耶夫州、赫爾松州和頓涅茨克州，至少造成6名平民死亡，9名平民受傷。烏克蘭空軍表示，午夜至凌晨期間，俄羅斯從克拉斯諾達爾邊疆區的普里莫爾斯科-阿赫塔爾斯克、庫爾斯克市和俄佔克里米亞喬達角發射35架無人機，防空部隊分別在尼古拉耶夫、蘇米、切爾卡瑟、基洛夫格勒、第聶伯羅彼得羅夫斯克、哈爾科夫、赫爾松和基輔州擊落15架無人機，另外俄羅斯使用2枚S-300導彈攻擊頓涅茨克州。第聶伯羅彼得羅夫斯克州州長謝爾蓋·萊薩克表示，1架無人機擊中克里沃羅格地區的民用基礎設施，引發火災。赫爾松州地區政府表示，清晨1架俄羅斯無人機向赫爾松州貝里斯拉夫市人道主義援助基地附近投擲炸藥，至少造成1名平民受傷。另外，赫爾松州政府表示，俄羅斯軍隊下午再度使用無人機向貝里斯拉市投擲炸藥，亦炮擊託卡里夫卡，共造成1名平民死亡，1名平民受傷。頓涅茨克州州長表示，俄羅斯上午炮擊頓涅茨克州阿瓦迪夫卡，至少造成1名平民死亡。另外，烏克蘭總檢察長辦公室表示，俄羅斯亦對頓涅茨克州察蘇夫雅和紐約克發動襲擊，至少造成3名平民受傷。哈爾科夫州長表示，俄羅斯軍隊晚上向哈爾科夫州發射至少6架無人機，破壞民用基礎設施，至少造成3名平民受傷。
烏克蘭武裝部隊總參謀部表示，自全面入侵以來，俄羅斯在烏克蘭損失384,140名士兵，過去一天俄羅斯部隊有960人傷亡，累計損失6,300輛坦克、11,725輛裝甲戰鬥車輛、12,191輛車輛和油箱、9,144門火砲系統、972套多管火箭系統、663套防空系統、332架飛機、324架直升機、7,084架無人機、1,845枚巡航導彈、23艘船隻和1艘潛艇等。烏克蘭武裝部隊總參謀部發言人表示，烏克蘭防空部隊29日在盧甘斯克州上空擊落1架俄羅斯Su-34戰鬥轟炸機。乌克兰武装部队总参谋部還表示，在过去24小时内，前线地区发生78次战斗。乌军击退了俄军五个方向近60次进攻。乌克兰空军、火箭炮和炮兵部队对俄军多个人员、武器和军事装备集中区、弹药库、雷达站以及防空系统等目标实施了打击。 烏克蘭方面表示對克里米亞拉兹多利诺耶的一個雷達站發動襲擊。
俄羅斯國防部表示，防空部隊在多地擊落21架無人機，其中，在俄佔克里米亞上空擊落11架無人機，在別爾哥羅德州上空擊落5架，在布良斯克州上空擊落3架，在卡盧加地區上空擊落1架。俄罗斯国防部還表示，俄军在库皮扬斯克、红利曼、顿涅茨克、扎波罗热、赫尔松等方向击退乌军多次进攻并发动多次攻势，打击乌军人员，摧毁多辆坦克、装甲车，自行火炮等武器装备。俄防空部队击落乌军86架无人机，拦截了多枚火箭弹和制导炸弹。
烏克蘭國防部情報總局表示，針對俄羅斯國防部伺服器發動網絡攻擊，成功入侵並破壞俄羅斯國防部特殊通訊伺服器，令位於莫斯科的伺服器與俄羅斯國防部其他單位之間的通訊中斷。另外，烏克蘭國防部情報總局局長表示，俄羅斯目前至2023年11月開始以來發動的攻勢沒有取得任何重大進展，預計將在2024年春天減緩。
烏克蘭國家安全局表示，拘留1名基輔居民，涉嫌與俄羅斯情報部門合作，監視基輔軍事設施和關鍵基礎設施，並向俄羅斯提供大部分民用基礎設施，包括提供電力和供暖的主要能源企業座標。烏克蘭國防部情報總局發言人表示，俄羅斯表示不會歸還，俄羅斯在24日聲稱的Il-76運輸機墜毀中喪生的烏克蘭戰俘的屍體，發言人強調沒有證據表明墜毀的運輸機上有戰俘。烏克蘭軍隊塔夫里亞作戰戰略小組發言人表示，俄羅斯軍隊在過去一天對東南前線的烏克蘭士兵使用帶有氯呋啫的K-51手榴彈，違反《日內瓦議定書》中，禁止在戰爭中使用化學和生物武器。
俄羅斯傳媒《莫斯科時報》報道，俄羅斯調查人員指控兩名17歲的俄羅斯男青少年涉嫌受烏克蘭游擊隊員指示放火燒毁莫斯科地區一個鐵路中斷箱，兩名青少年被指控破壞被拘留，最高可判處20年監禁。
烏克蘭方面已經收到了第一批陆射小直径炸弹。
美國中央情報局局長威廉·伯恩斯表示，在烏克蘭持續近兩年的抵抗俄羅斯戰爭中，如果美國放棄支持烏克蘭，那將是自我施加的「具有歷史意義」的錯誤。法國總統馬克龍則表示，無論是否獲得美國的軍事援助，歐盟都必須準備好保衛烏克蘭。
烏克蘭空軍表示，將不擬接收澳洲二手F/A-18A/B戰鬥機。

## 1月31日
烏克蘭當局表示，截至31日上午9時，俄羅斯在過去24小時內，一共襲擊10個州，包括第聶伯彼得羅夫斯克州、哈爾科夫州、基洛夫格勒州、盧甘斯克州、扎波羅熱州、蘇梅州、切爾尼戈夫州、尼古拉耶夫州、赫爾松州和頓涅茨克州，至少造成2名平民死亡，17名平民受傷。烏克蘭空軍表示，午夜至凌晨期間，俄羅斯發射20架無人機及3枚「伊斯坎德爾-M」導彈，防空部隊擊落14架無人機。赫爾松州政府表示，俄羅斯軍隊襲擊貝里斯拉夫和泰亞金卡，造成3名平民受傷。哈爾科夫州政府表示，約下午9時50分，俄羅斯使用導引炸彈襲擊哈爾科夫州庫皮揚斯克地區大布爾盧克村，炸毀一棟民用醫院。另外，哈爾科夫州州長表示，俄羅斯軍隊在深夜使用4架無人機襲擊哈爾科夫，其中2架無人機遭到擊落。
烏克蘭武裝部隊總參謀部表示，自全面入侵以來，俄羅斯在烏克蘭損失385,230名士兵，過去一天俄羅斯部隊有1,090人傷亡，累計損失6,310輛坦克、11,757輛裝甲戰鬥車輛、12,231輛車輛和油箱、9,195門火砲系統、974套多管火箭系統、663套防空系統、332架飛機、324架直升機、7,100架無人機、1,845枚巡航導彈、23艘船隻和1艘潛艇等。烏克蘭空軍指揮官表示，俄佔克里米亞巴爾貝克機場遭到襲擊，又指感謝「所有參與清除俄羅斯在克里米亞存在的人」。
俄羅斯國防部表示，防空部隊在普斯科夫州擊落1架無人機。
俄羅斯國營媒體「塔斯社」報道，聖彼得堡市政府表示，涅夫斯基區一個工業場地發生「事故」。烏克蘭傳媒《真理報》則報道，聖彼得堡涅夫斯基馬祖特工廠發生爆炸，是烏克蘭國防部情報總局進行的一次襲擊。

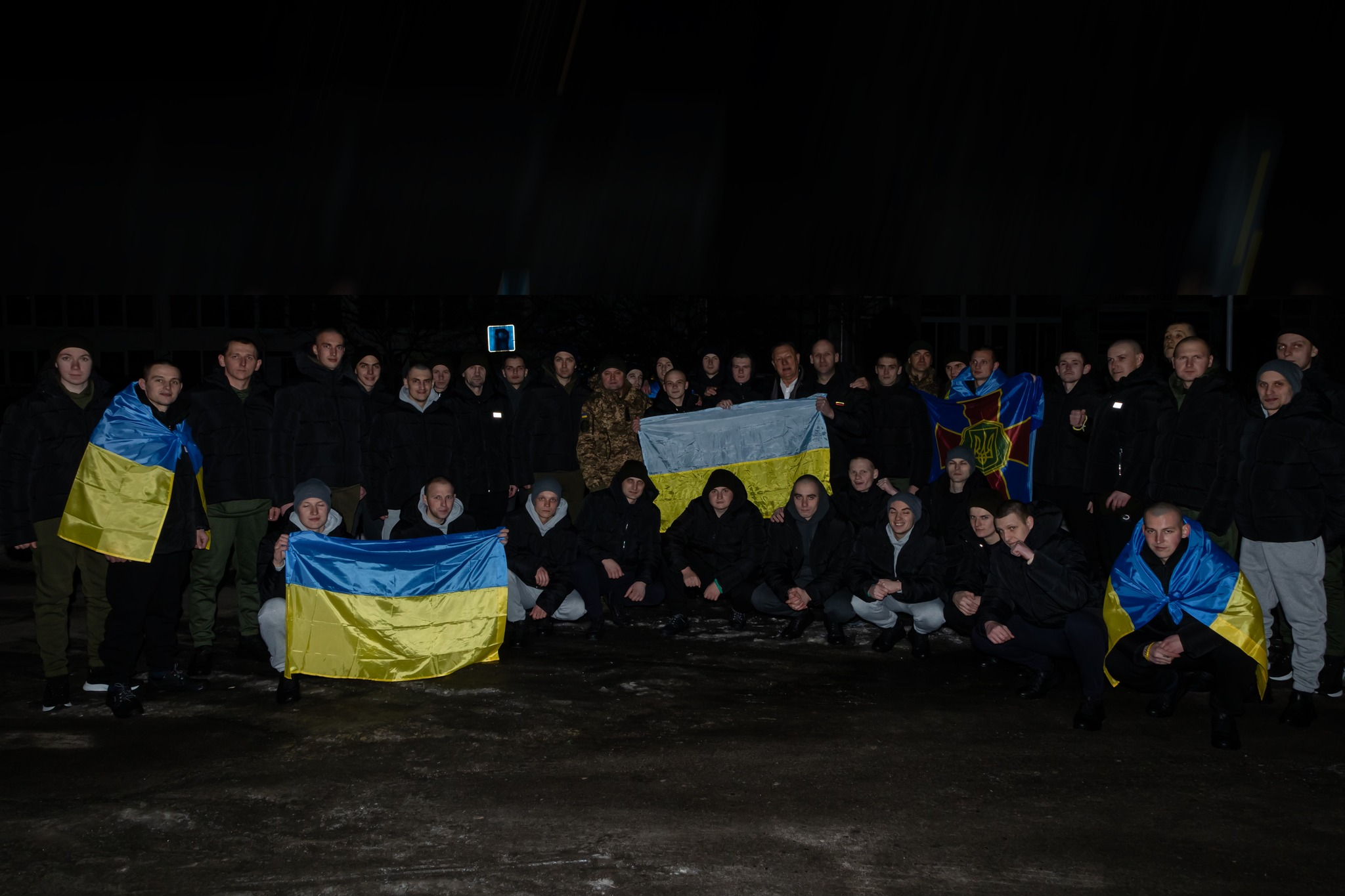
部分獲釋的烏克蘭戰俘

俄烏雙方進行第50次互換戰俘。烏克蘭總統澤連斯基表示，207名烏克蘭戰俘獲得釋放，包括烏克蘭武裝部隊、國家警察、國民警衛隊和邊防警衛隊成員，其中近一半人曾參與馬里烏波爾保衞戰。俄羅斯國防部則表示，195名俄羅斯軍人已獲釋。
德国向乌克兰交付一套新的军事装备，其中包括IRIS-T导弹、24辆装甲运兵车、四辆履带式全地形装甲车、155毫米火炮弹药、14辆扫雷机、三辆扫雷坦克、一套海军扫雷系统和一套卫星通信监控系统。
烏克蘭國防部情報總局局長布達諾夫接受有線電視新聞網訪問時表示，對俄羅斯主要基礎設施及軍事設施的無人機襲擊可能會增加，令俄羅斯民衆感受到戰爭實況，但無直接為之前的襲擊承認責任。他亦不擔心特朗普當選會令美國不再支持烏克蘭，但表示烏克蘭急需西方軍援以解決武器短缺。
美國《彭博社》援引烏克蘭國防部長向歐洲盟友提供的文件報道，烏克蘭正面臨「嚴重」的炮彈短缺，目前無法每天發射超過2000枚炮彈，俄羅斯的發射量則是烏克蘭的三倍。